# Cambridge Folk Festival

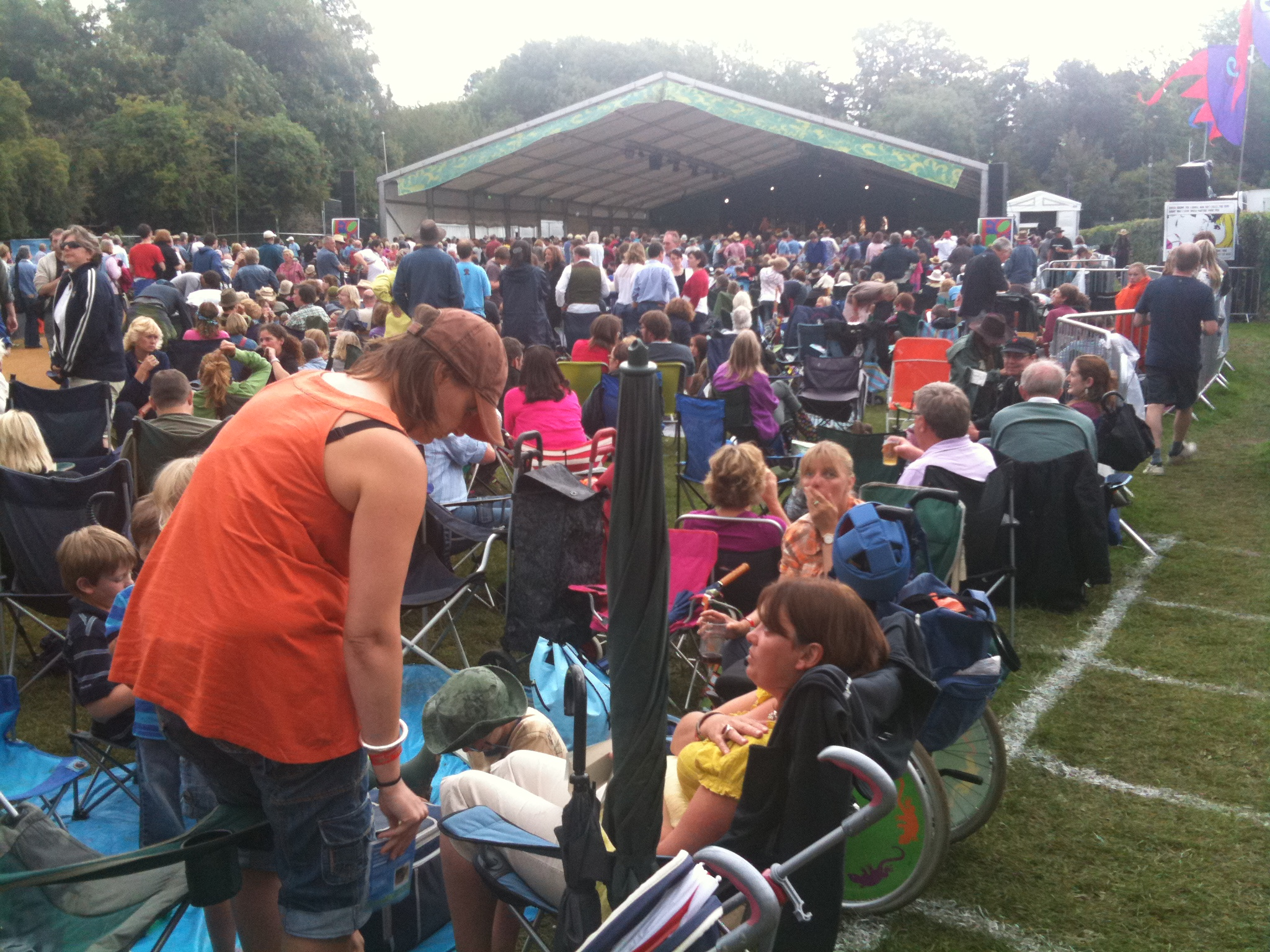
2009 Cambridge Folk Festival

El Cambridge Folk Festival es un festival anual de música folk creado en 1965. Se celebra en el Cherry Hinton Hall en Cherry Hinton, uno de los pueblos subsumidos por la 

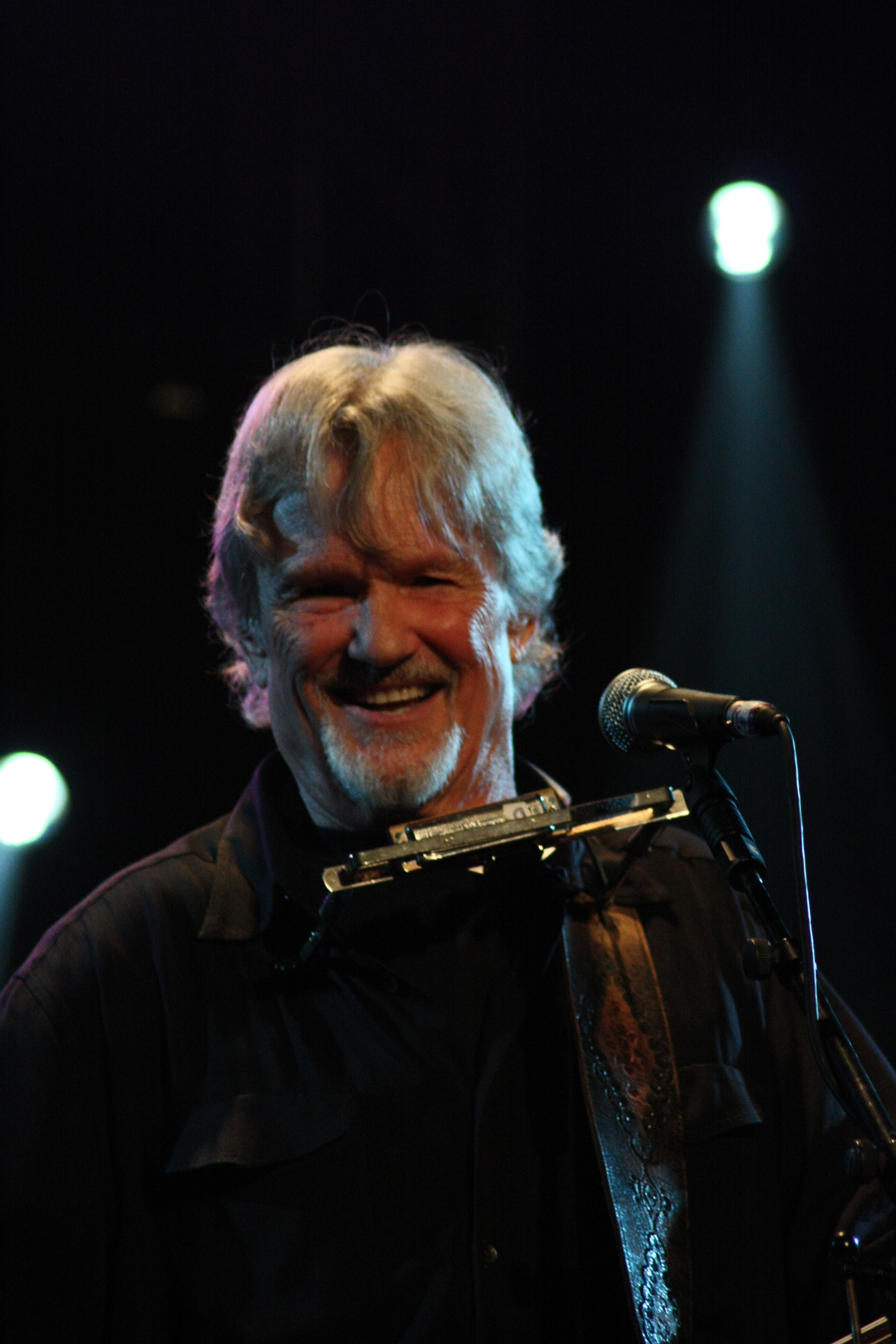
Kris Kristofferson - Cambridge Folk Festival, 2010

ciudad de Cambridge, Inglaterra. El Festival es famoso por su mezcla ecléctica de música y una amplia definición de lo que podría considerarse música folk o de raíces. Tiene lugar en un fin de semana largo (3 días) en verano en el Cherry Hinton Hall. Hasta 2008 fue patrocinado por la BBC Radio 2, que transmitía en vivo y grababa actuaciones destacadas y se muestra más adelante y, ocasionalmente, en vivo en el canal de televisión digital de la BBC Cuatro de 2002 a 2009 y del 2010 al 2012 en Sky Arts.

## Historia
Ken Woollard en su libro 1974 Diez años de folk: Una historia del Cambridge Folk Festival menciona a tres concejales que tuvieron una idea para organizar un festival (pero no da
el nombre de ellos). 

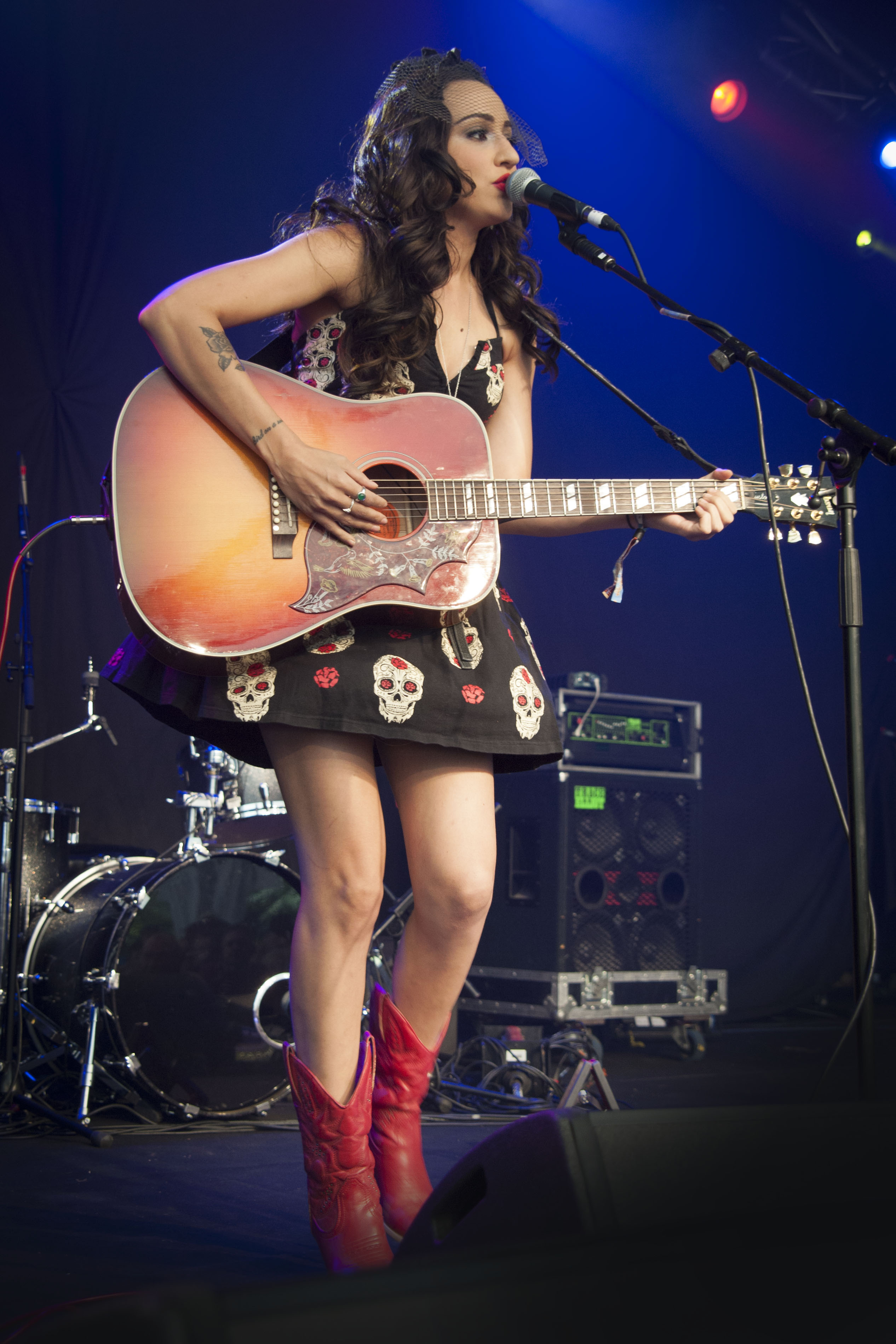
Cambridge Folk Festival 50th Anniversary (2014)

Laing y Newman en su libro de 1994 Treinta Años del Cambridge Folk Festival (basado en parte en las conversaciones con Ken Woollard) reconocen a los tres concejales y de sus nombres en la parte de la primera página que cubre la configuración de festival. Estas figuras clave responsables de la creación y de la fundación del Cambridge Folk Festival se denominan Paul Rayment, Philip Abrams y George Scurfield. 

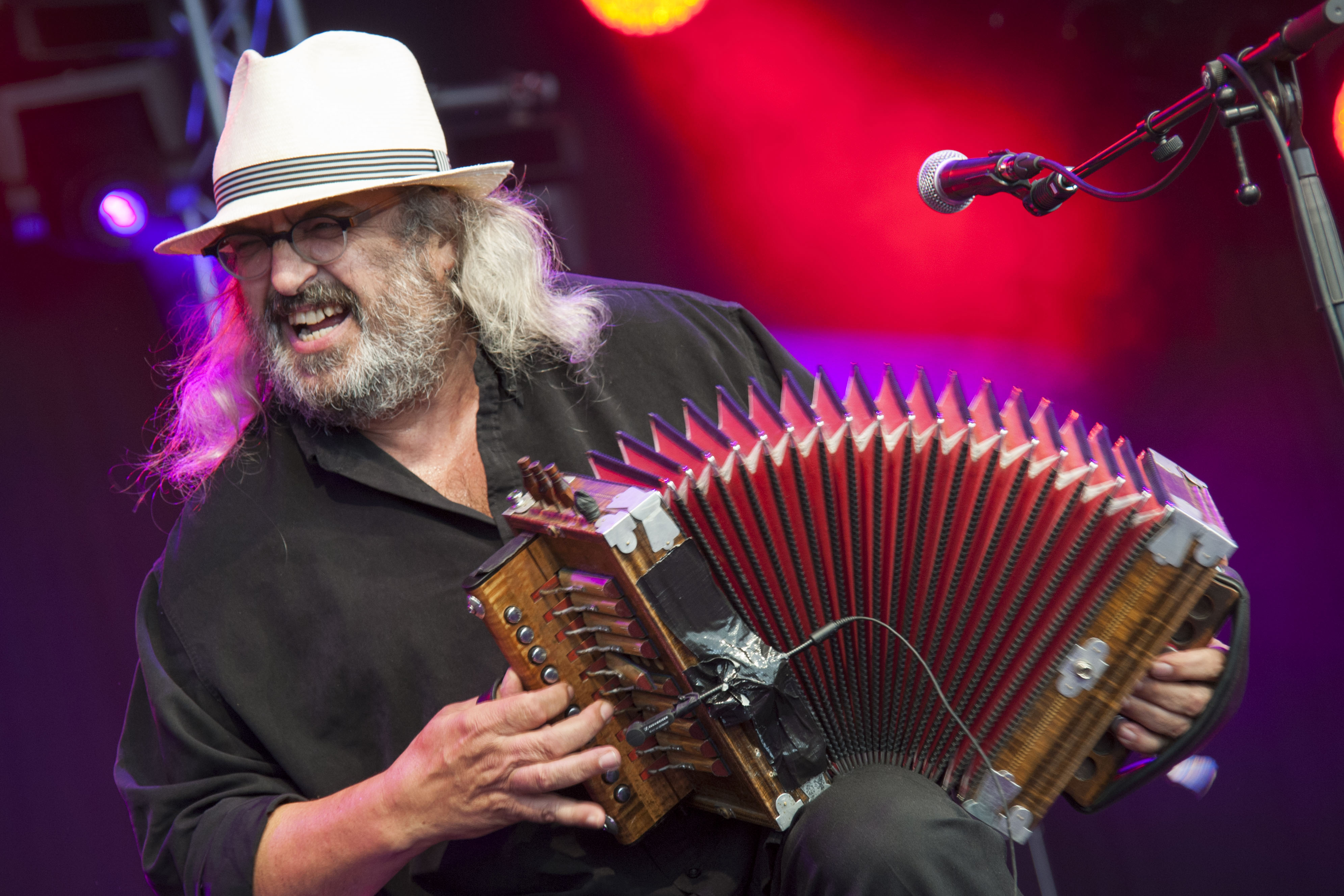
Cambridge Folk Festival 50th Anniversary

El papel de Paul Rayment (1933-2013) es particularmente relevante en los orígenes y establecimiento del Cambridge Folk Festival (en el contexto de la participación de la izquierda de los años 60 en los acontecimientos políticos). 

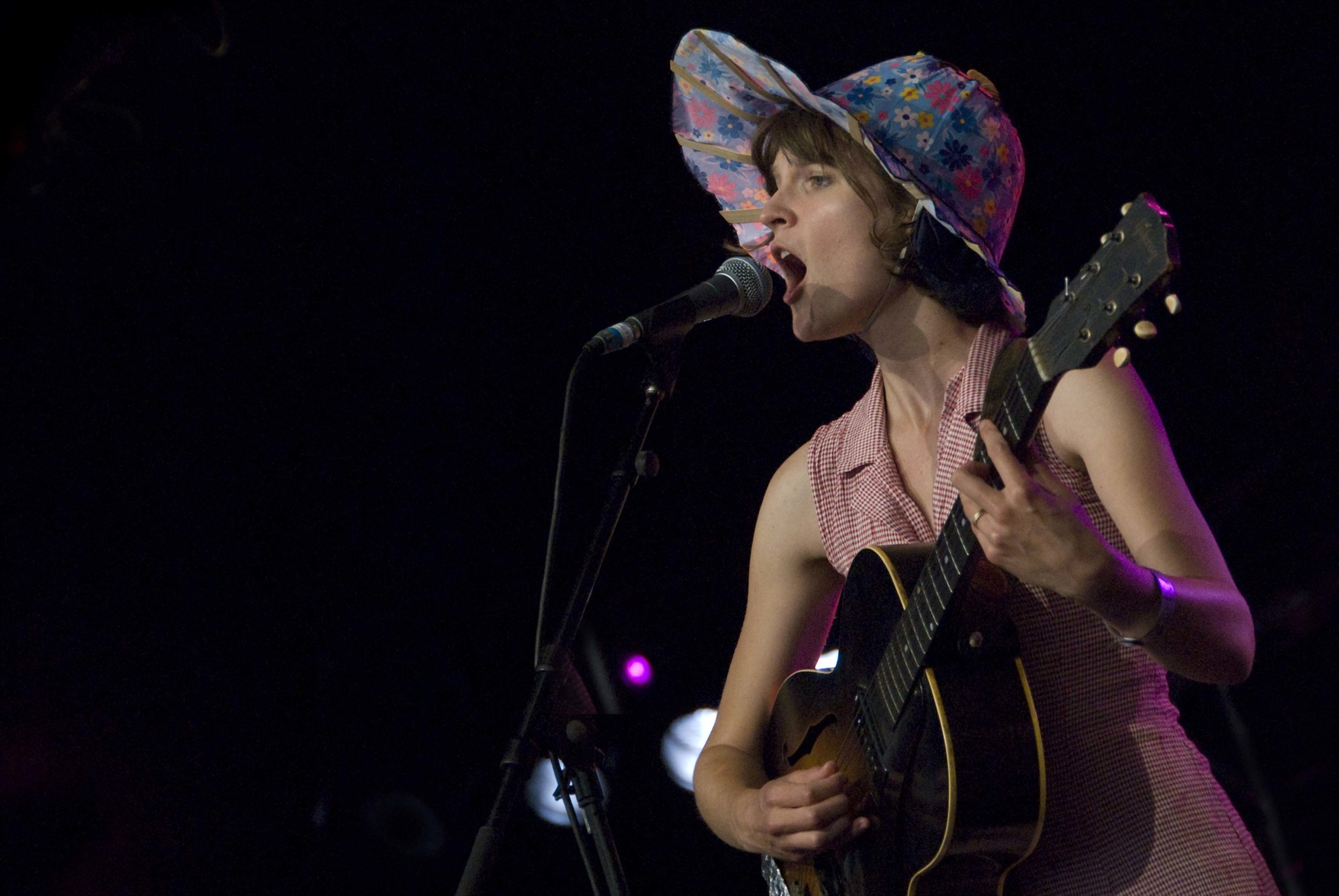
Devon Sproule. Cambridge Folk Festival. Agosto 2008

La organización del primer festival tomó cerca de nueve meses y fue desarrollada por Paul Rayment, Philip Abrams y George Scurfield antes de que a Ken Woollard se le llamara temporalmente para organizar el Festival. En la década de los 60 Rayment, Sharkey, Scurfield y Woollard estaban asociados en Cambridge con el Partido Laborista y el club de folk en mayor o menor extensión. Jack Sharkey tuvo la idea original, que puede haber estado vinculada a 'Jazz en un Día de verano' (1960) y fue a hablar con Paul Rayment acerca de esta idea. 'Jazz en un Día de verano' era la película documental sobre el Festival de Jazz de Newport en Rhode Island de 1958. Jack Sharkey también tuvo la idea de celebrar el festival en el Cherry Hinton Hall. Además la relación de Jack Sharkey con la música folk fue instrumental a la iniciativa original. 
En 1966 tomó papel protagonista Ken Woollard, un bombero local y activista político socialista, para ayudar a organizar el Festival.

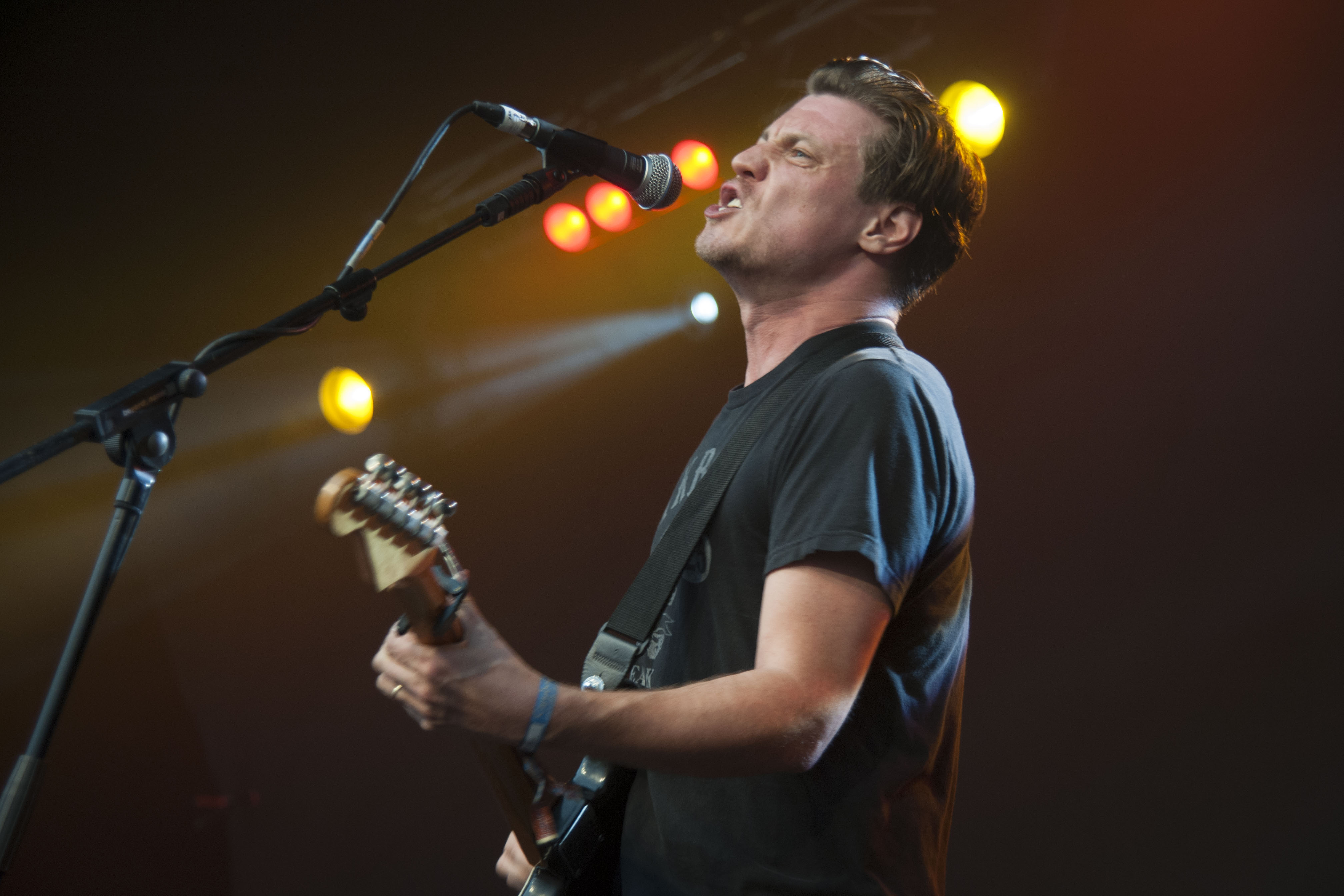
Cambridge Folk Festival 50th Anniversary

En el primer festival se vendieron 1400 entradas. Actuó un joven Paul Simon que había lanzado I Am A Rock. La popularidad del Festival creció rápidamente. Woollard continuó como organizador y director artístico hasta su muerte en 1993. En 2014 el festival celebró su 50.º evento, incluyendo a artistas como Van Morrison y Sinead O'Connor. Hasta 2015, fue organizado por el Ayuntamiento de Cambridge. Ahora es administrado por una organización benéfica llamada Cambridge Live.

## Estructura actual

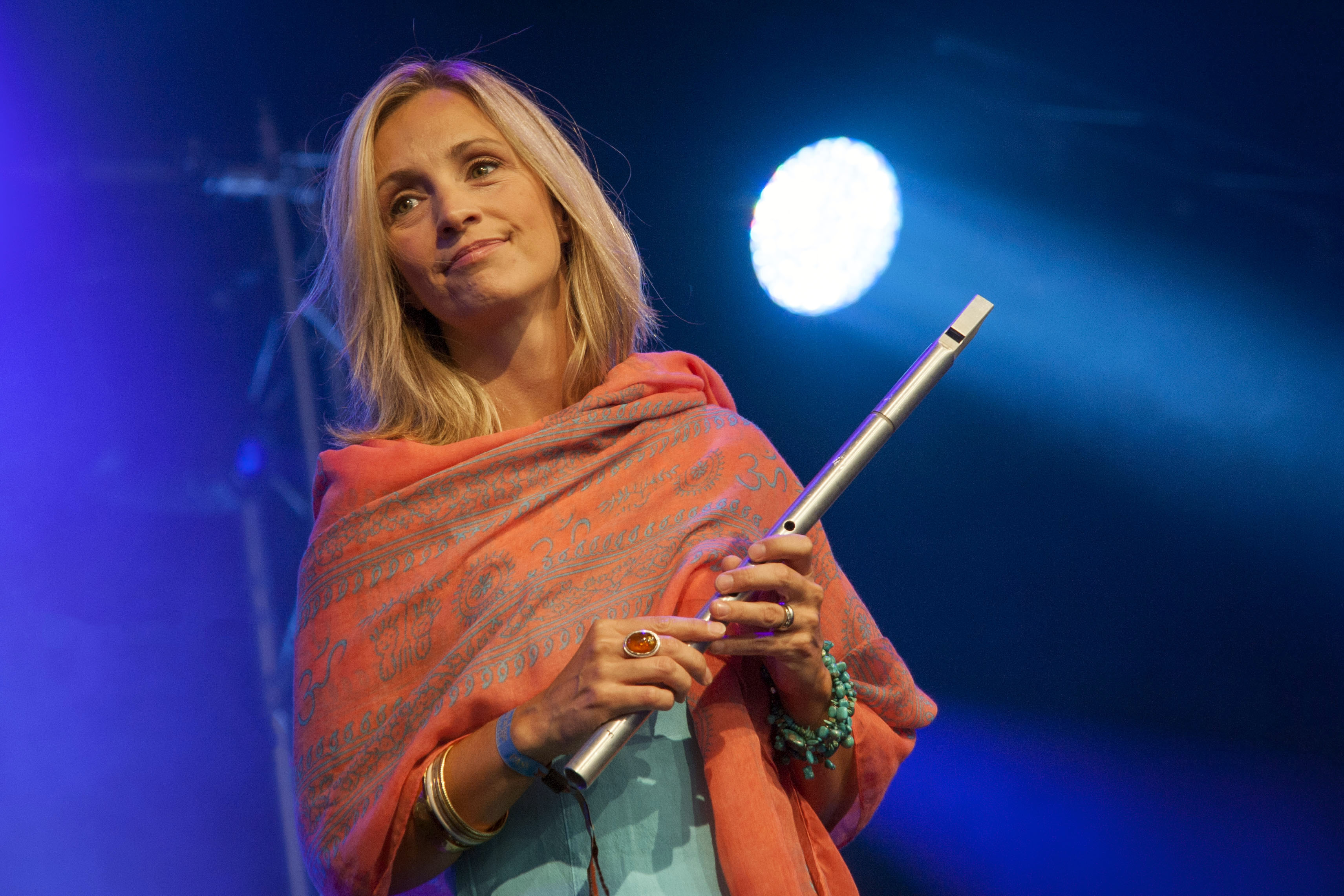
Cara Dillon - Cambridge Folk Festival 50th Anniversary

La mayoría de los artistas actúa más de una vez durante el fin de semana en los diferentes Escenarios: 
- Escenario 1, dentro de una gran carpa en frente de la Sede principal
- Escenario 2, un pequeño local
- Escenario al aire libre en el campamento de Coldham's Common
- Club Tent, que aloja en el Festival a cinco populares clubes locales. Allí, además de los artistas invitados, los miembros de la audiencia, incluyendo algunos nombres bien conocidos pueden levantarse y actuar.
- The Hub, pequeña carpa donde los jóvenes pueden practicar juntos o asistir a las sesiones del taller de música.[5]

## Artistas
Los festivales recientes han visto las actuaciones de Chumbawamba, Joe Strummer y The Mescaleros y The Levellers. De 2006, actuaron Emmylou Harris, Cara Dillon y Seth Lakeman. Artistas como Frank Turner, Mumford & Sons, Laura Marling, Old Crow Medicine Show, y Idlewild, Jake Bugg también han jugado en Cambridge en los últimos años. En la celebración del 50.º festival Delphonic Music ha publicado un álbum de audio digital con pistas de 50 diferentes artistas, como Joan Baez, The Proclaimers, Fairport Convention y Loudon Wainwright III.

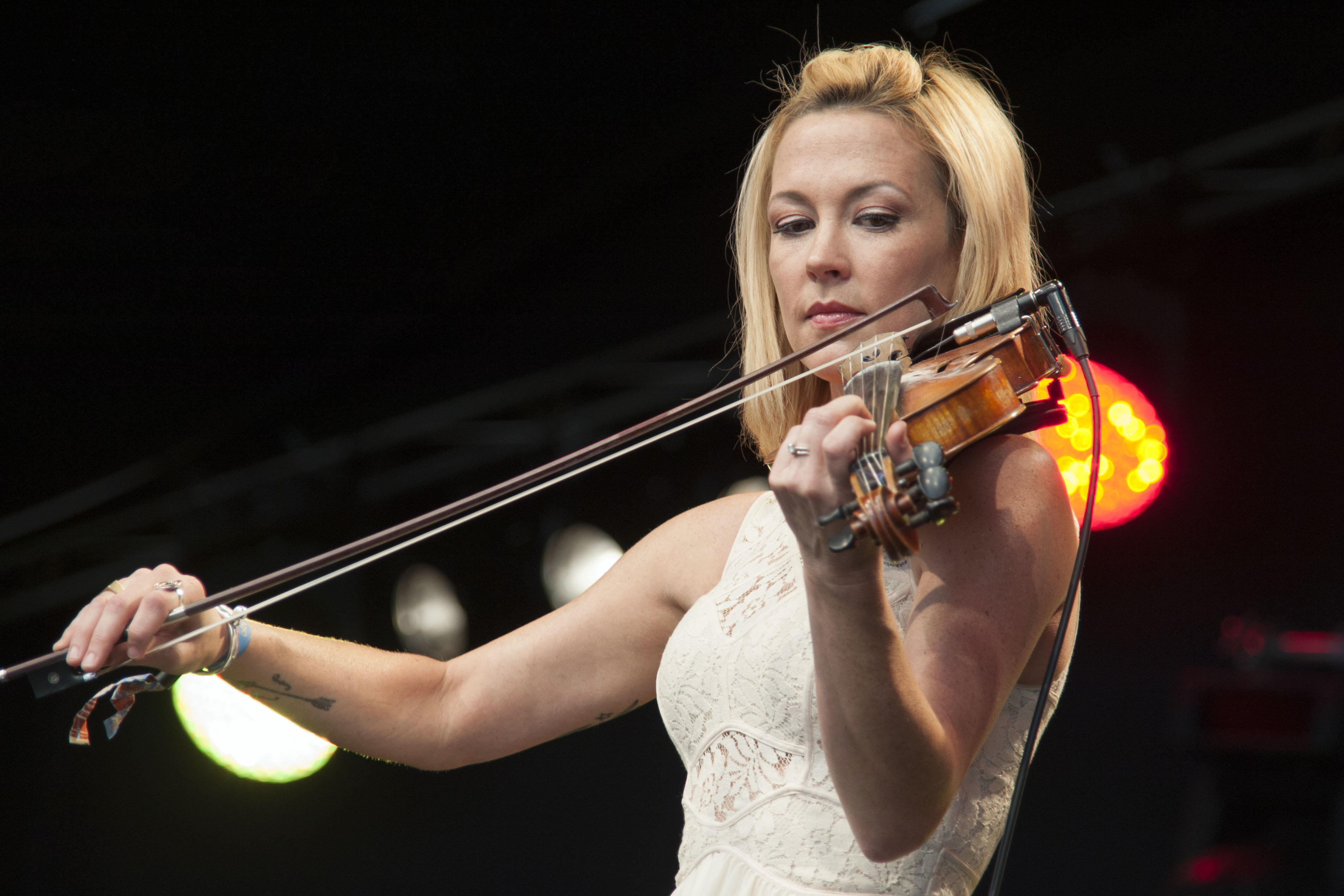
Amanda Shires - Cambridge Folk Festival 50th Anniversary

En 2015 Joan Baez, Joan Armatrading, Wilko Johnson, y los Passenger encabezaron el festival.
En 2017 el festival se ha celebrado del jueves 27 de julio al domingo 30 de julio y han participado los siguientes artistas:
- Jueves:
  - Benjamin Francis Leftwich
  - Daoirí Farrell
  - Darren Eedens and The Slim Pickin's
  - Mawkin
  - Midnight Skyracer
  - Nikhil D'Souza
  - River Matthews
  - Sligo Live
  - Sligo Live Sessions
  - Talisk
  - The Furrow Collective
- Viernes:
  - Amelia Coburn
  - Amythyst Kiah
  - Bokanté
  - Cara Dillon
  - Coven
  - Indigo Girls
  - Lisa Hannigan
  - Rachel Newton
  - Robert Vincent
  - She Drew The Gun
  - She Shanties
  - Shirley Collins
  - Sligo Live Sessions
  - Tannara
  - The Rheingans Sisters
  - The Urban Folk Theory
  - Threepenny Bit
  - Ward Thomas
  - Wildwood Kin
  - Worry Dolls
- Sábado:
  - Jon Boden & The Remnant Kings
  - LAU
  - Alluri
  - Belshazzar's Feast
  - Beoga
  - Brian McNeill
  - CC Smugglers
  - Charlie Grey and Joseph Peach
  - Daphnes Flight
  - Fantastic Negrito
  - Fara
  - Frank Turner
  - Fèis Rois
  - Jamie Smith’s Mabon
  - Juanita Stein
  - Michael Bernard Fitzgerald
  - Moxie
  - Niteworks
  - Roxanne de Bastion
  - Sharon Shannon
  - Skerryvore
  - Sligo Live Sessions
  - The Orchestra of Syrian Musicians
- Domingo:
  - Jake Bugg
  - Oysterband
  - Hayseed Dixie
  - Admiral Fallow
  - Blue Rose Code
  - Chris T-T
  - Fay Hield & The Hurricane Party
  - Ho-Ro
  - Jake Isaac
  - Jon Cleary
  - Josie and Pablo
  - Kate in the Kettle
  - Lewis & Leigh
  - Loudon Wainwright III
  - Martin Simpson
  - Orphan Colours
  - Rosie Hood
  - Sligo Live Sessions
  - The Eskies
  - William the Conqueror
  - The Den

## Grabaciones y publicaciones

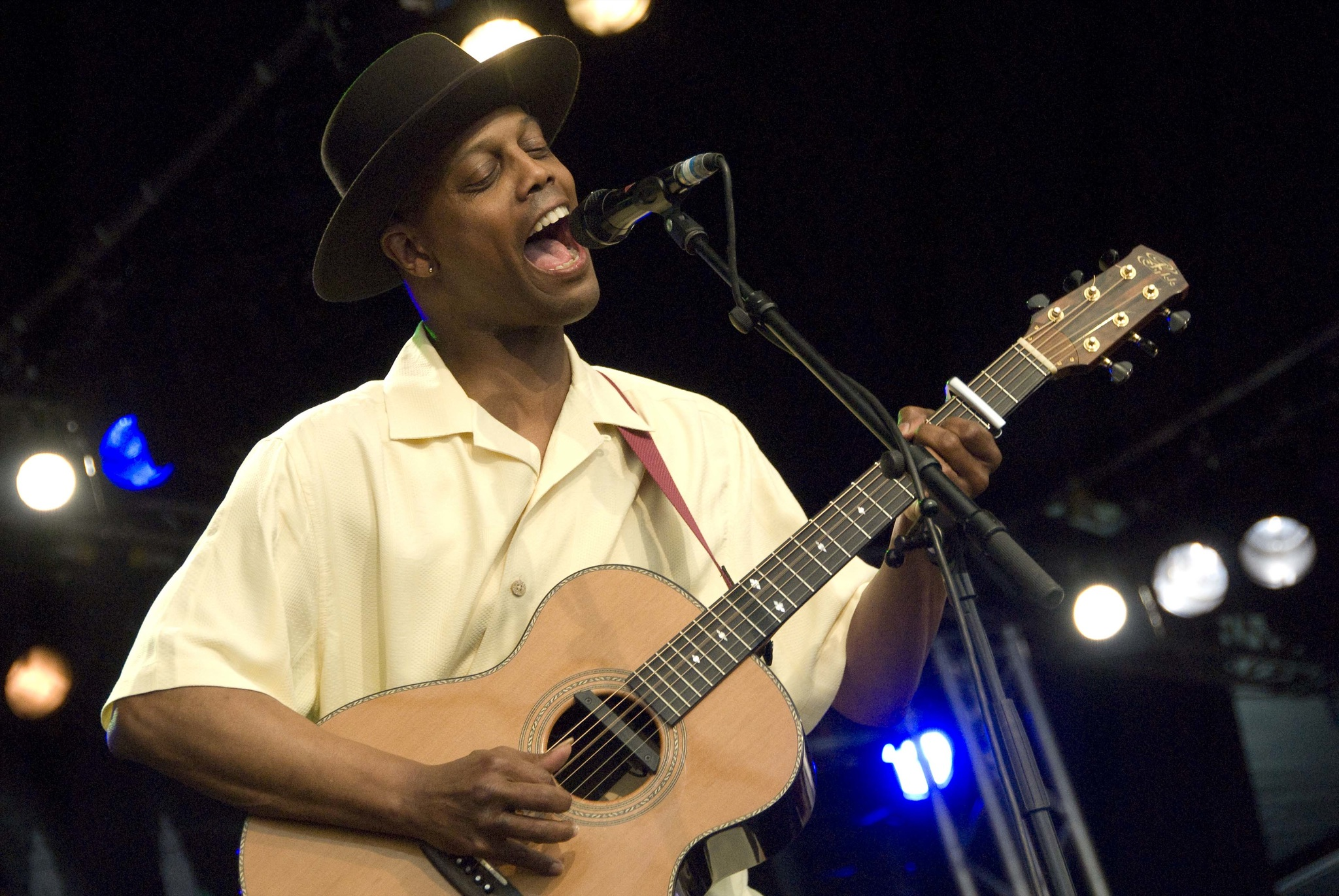
Eric Bibb. Cambridge Folk Festival 2008

En 2007, un doble álbum fue lanzado con el título "Cool as Folk: Cambridge Folk Festival", con grabaciones en vivo de Altan, Kate Rusby, Beth Orton, Martin Simpson, Eliza Carthy, Joan Baez y muchos otros.

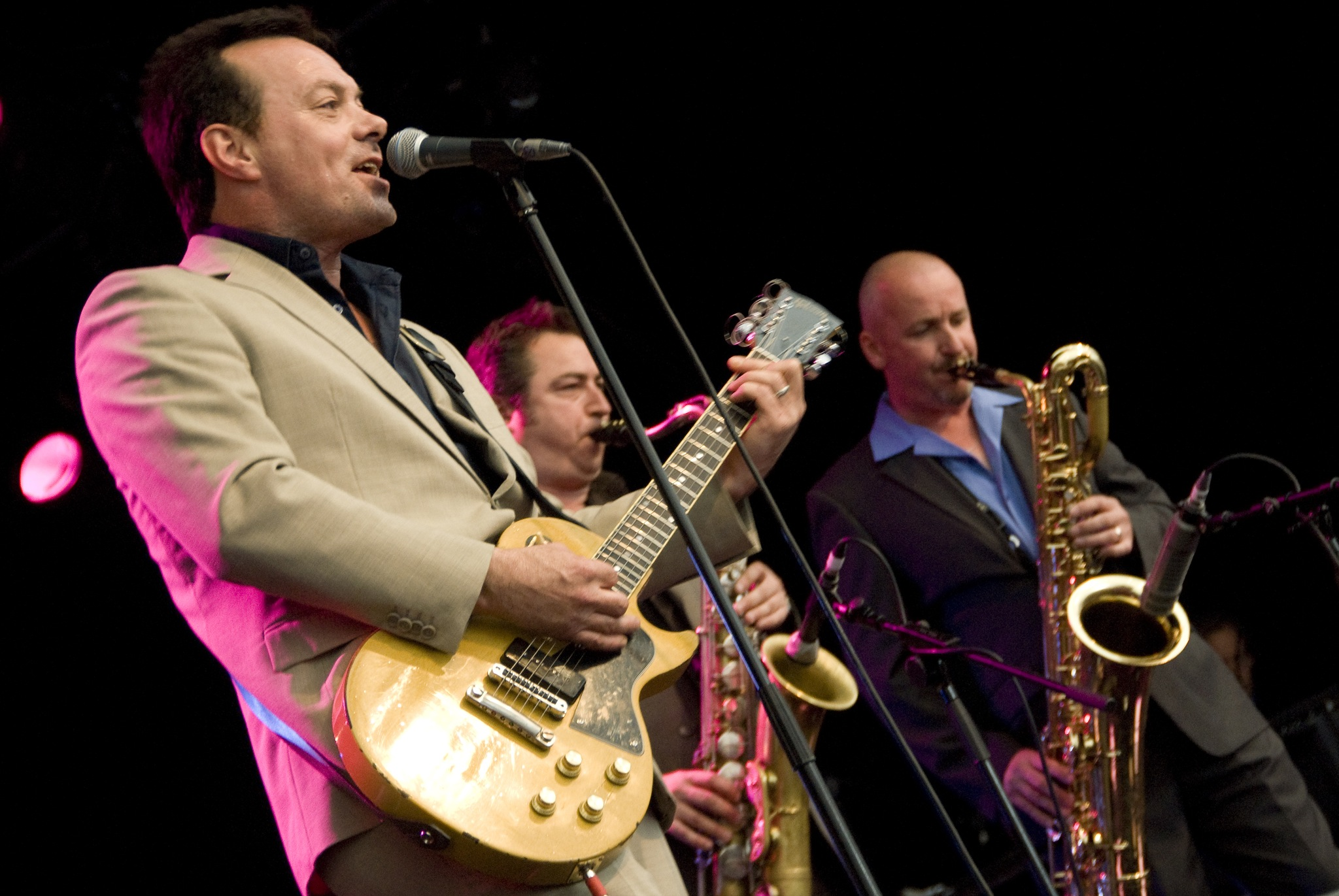
James Hunter. Cambridge Folk Festival 2007

En 2011 el especialista en música y editor de libros Rufus Stone ha lanzado una edición limitada del libro de arte del fotógrafo de rock Nick Elliott titulado TEN-A Decade In Images. El libro contó con imágenes tomadas por Elliott del año 2000 al 2010, del Festival, aprobadas oficialmente por los organizadores y se incluyen citas de algunos de los músicos presentados en sus páginas como Richard Hawley, Julie Fowlis, Sharon Shannon, y de Cara Dillon así como de los presentadores de radio Mark Radcliffe y Mike Harding. Elliott publicó un libro de seguimiento, 50Folk, en 2014 como una celebración de los 50 años del festival.

## Galería

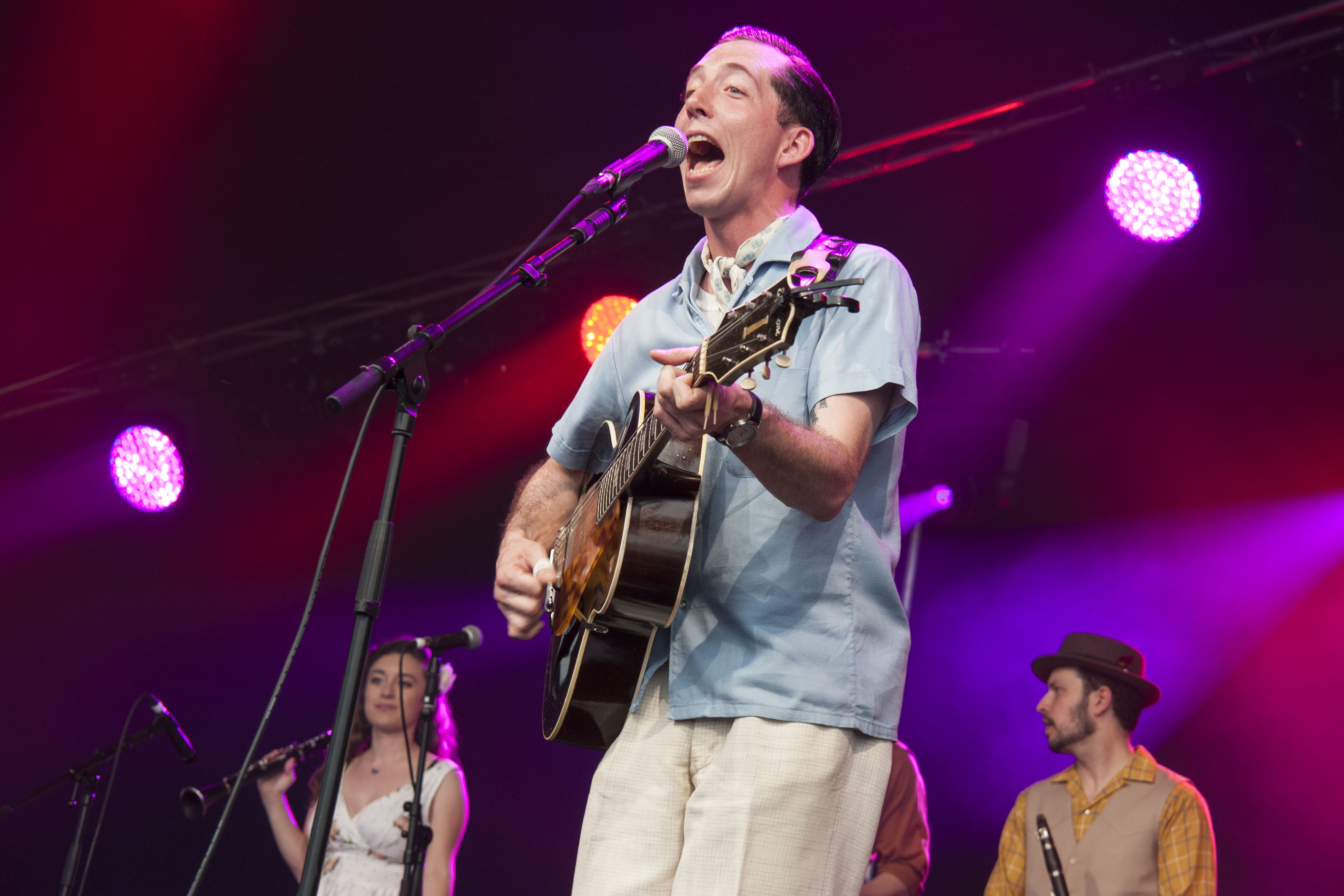
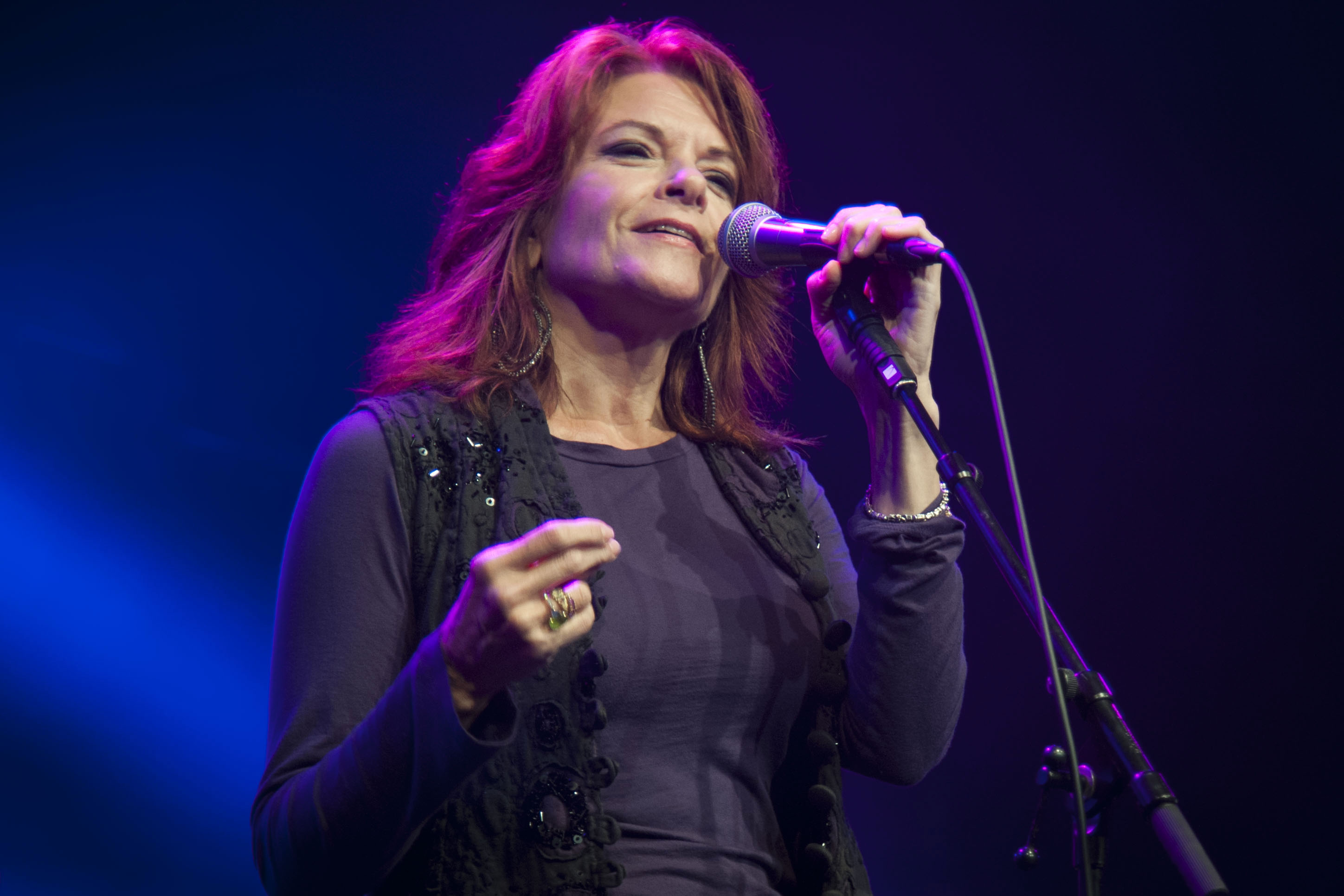
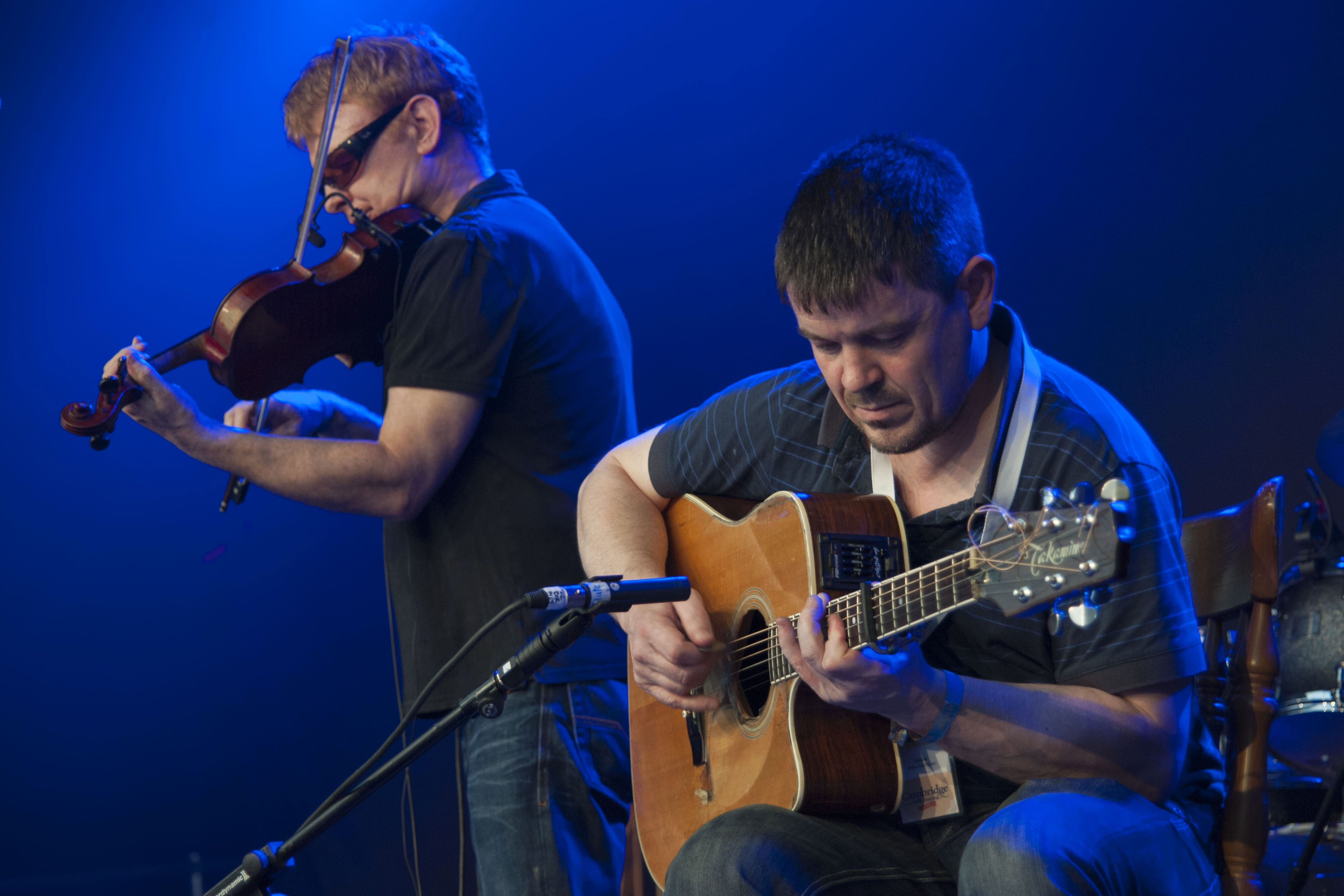
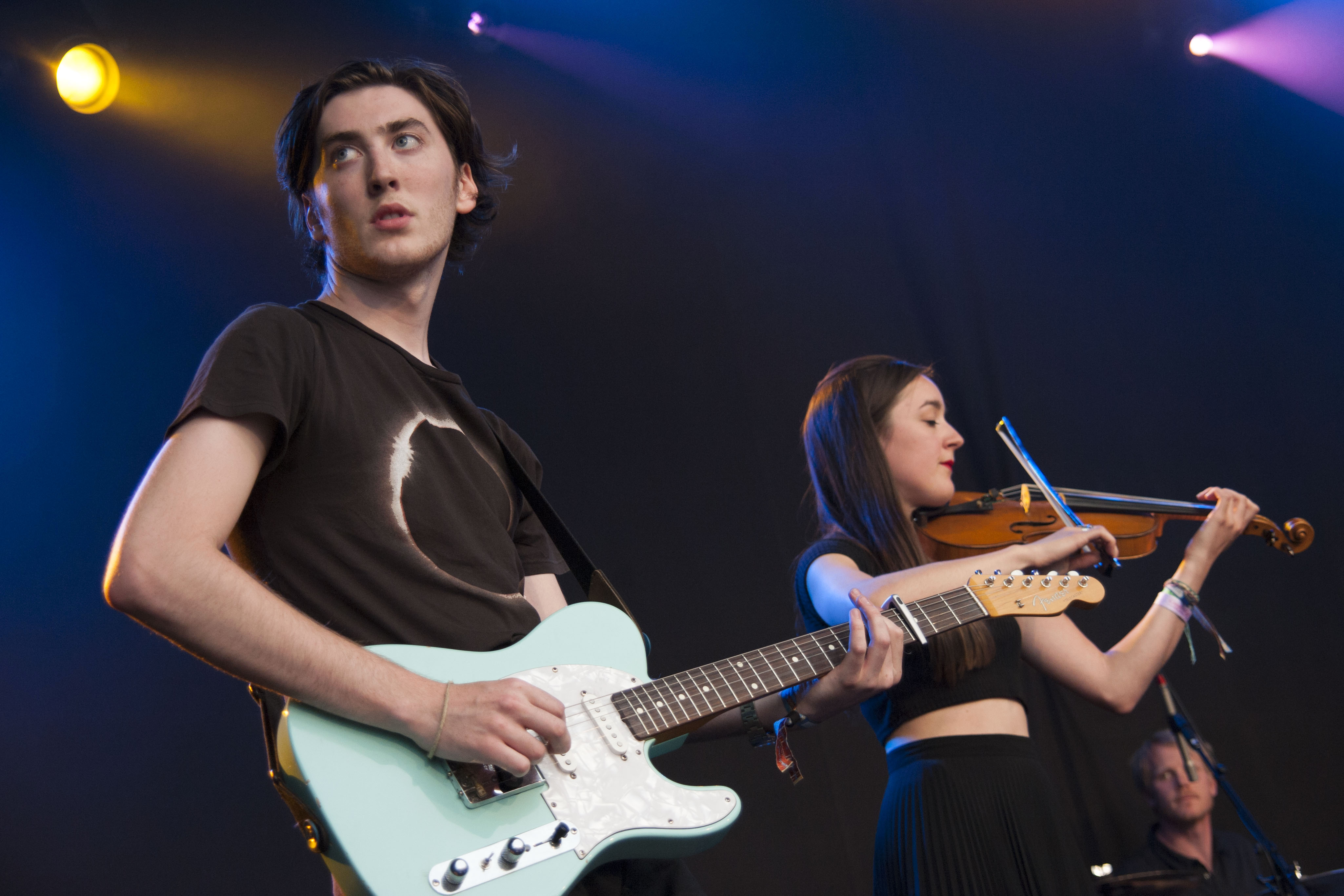
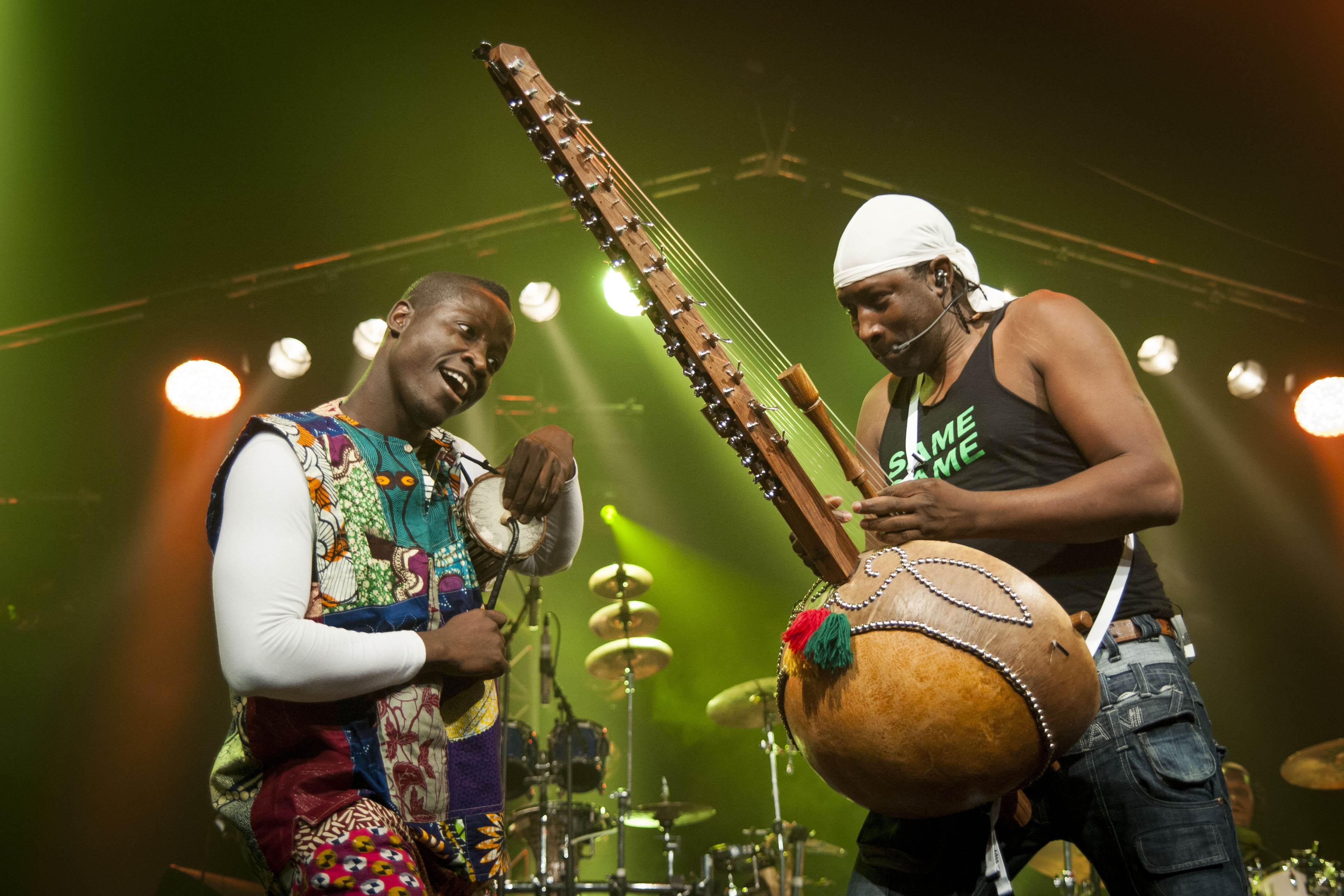
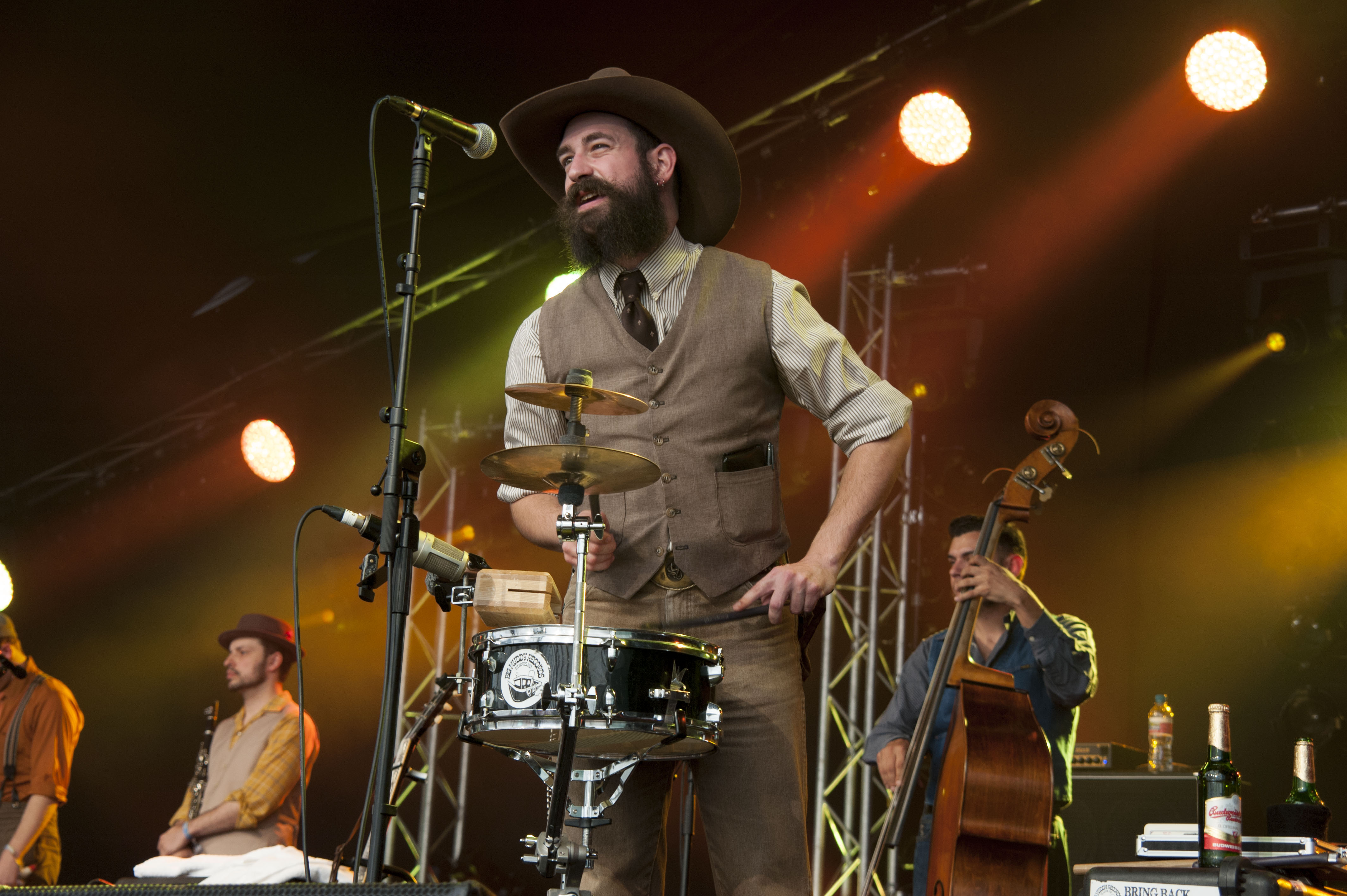
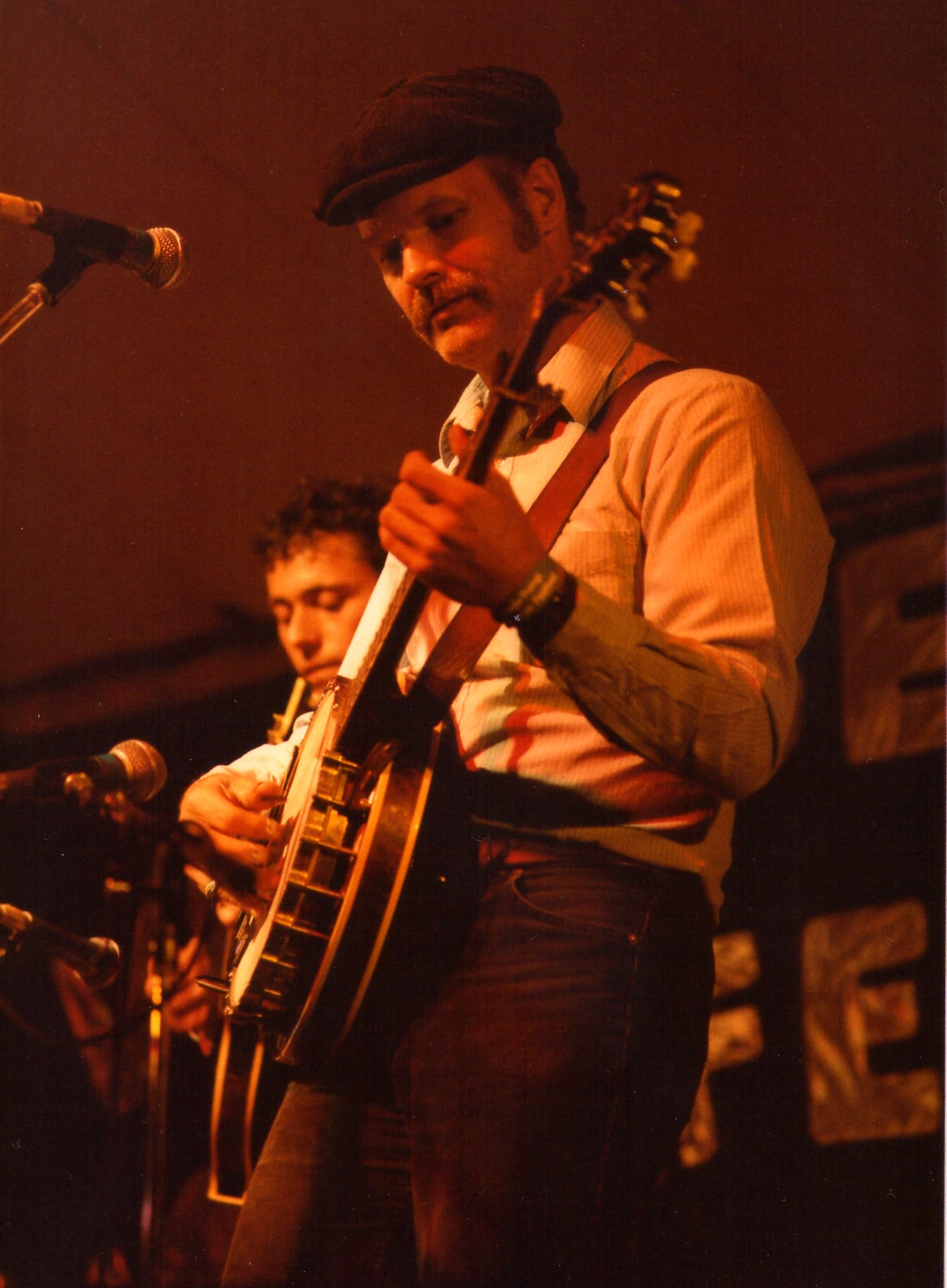
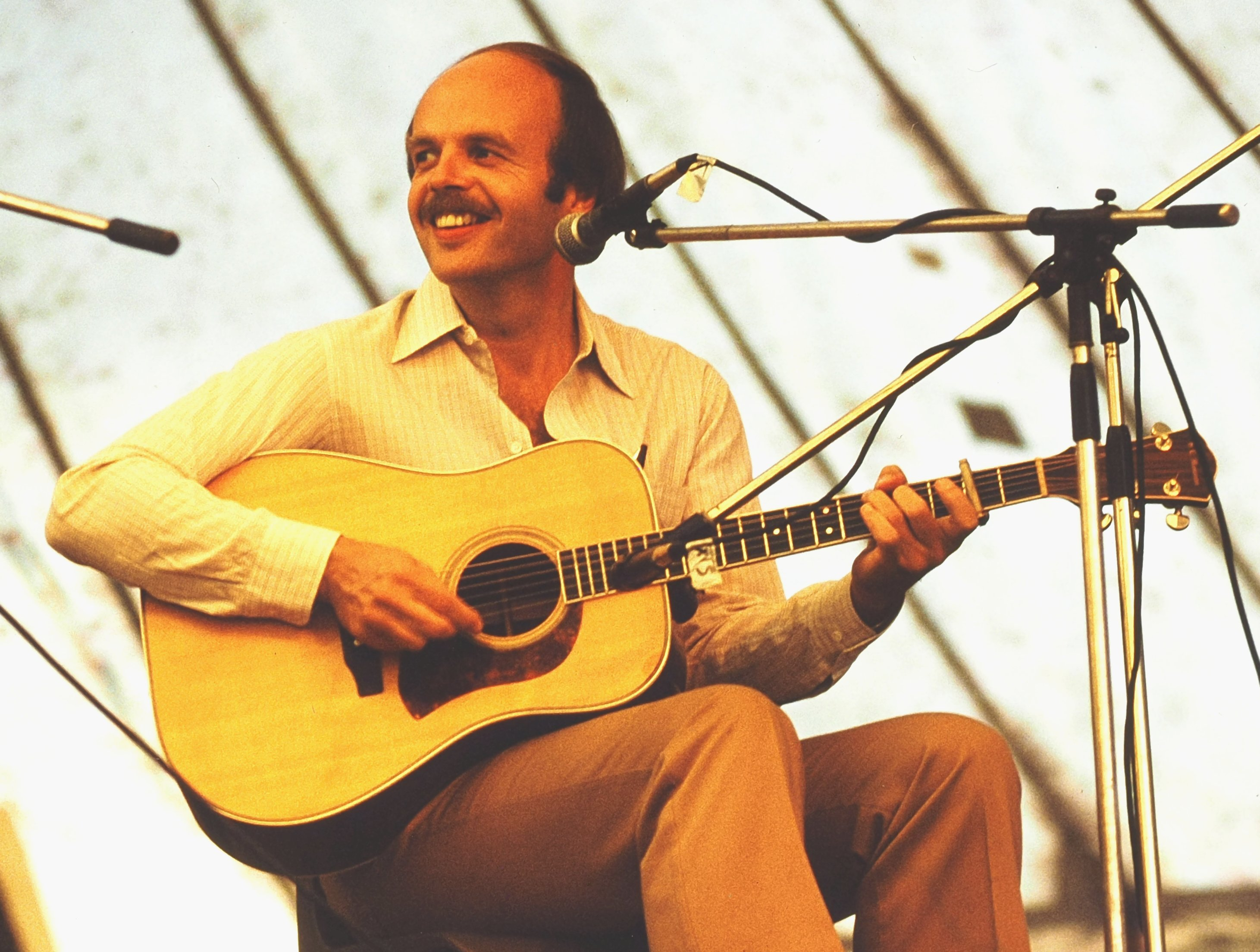
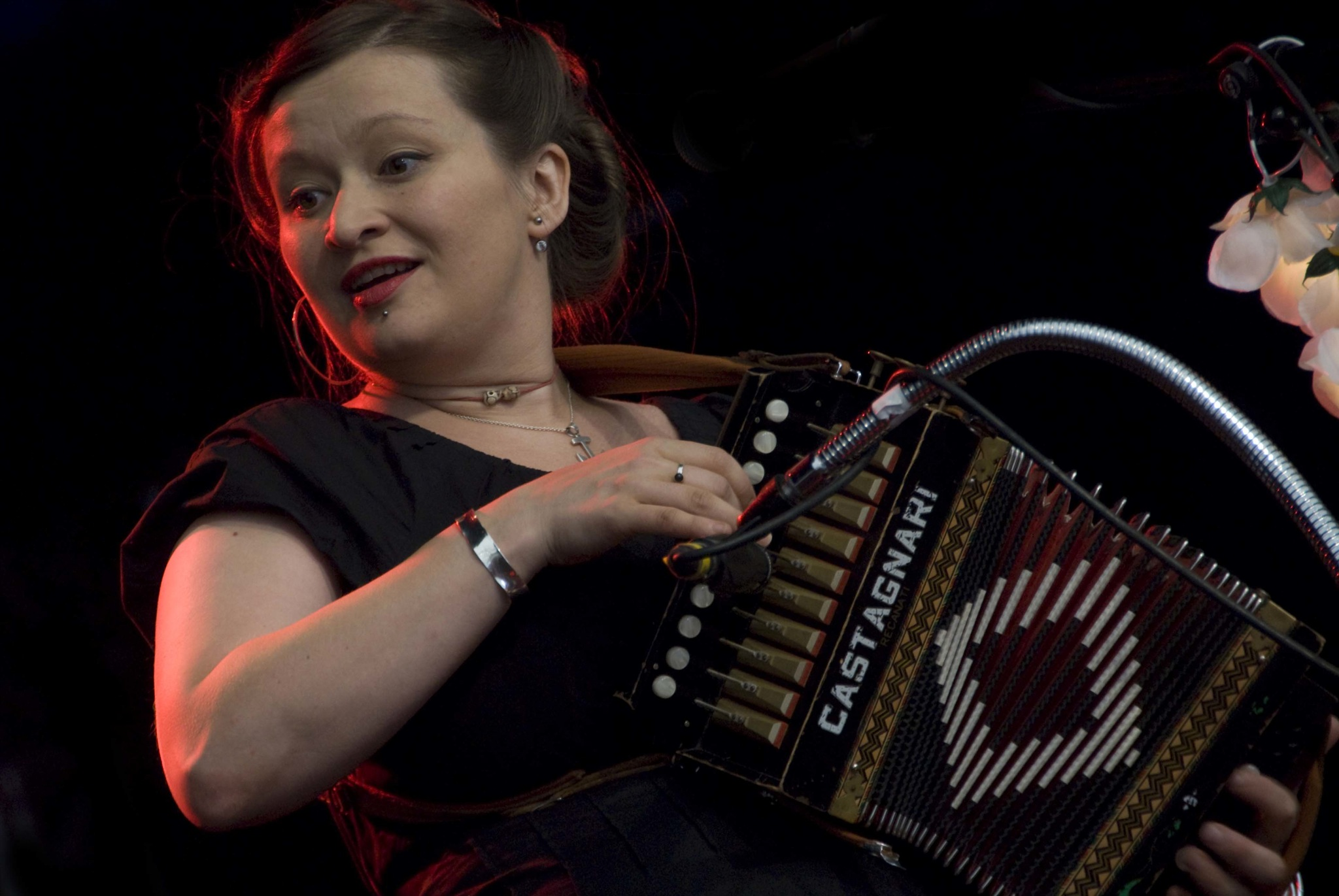
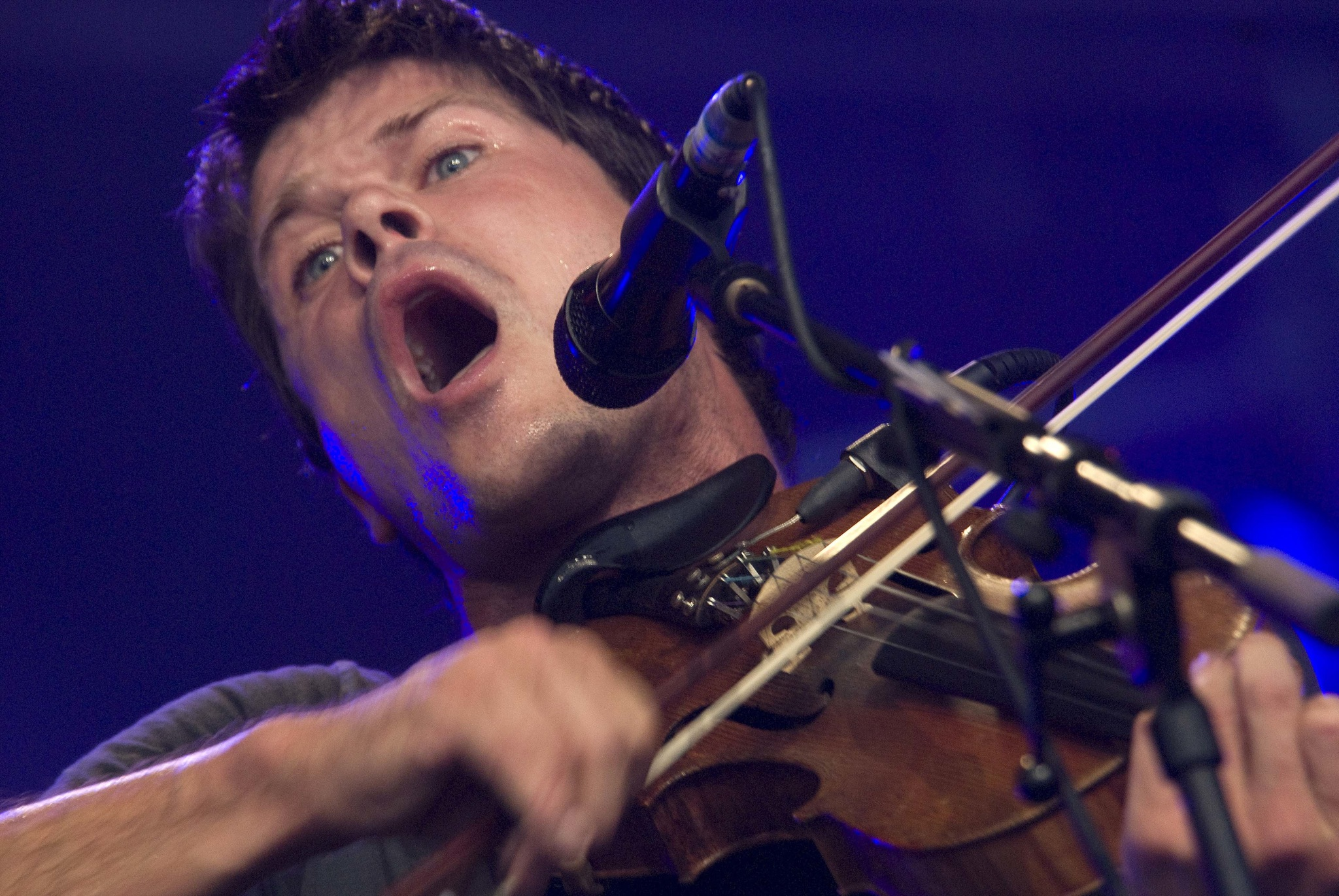
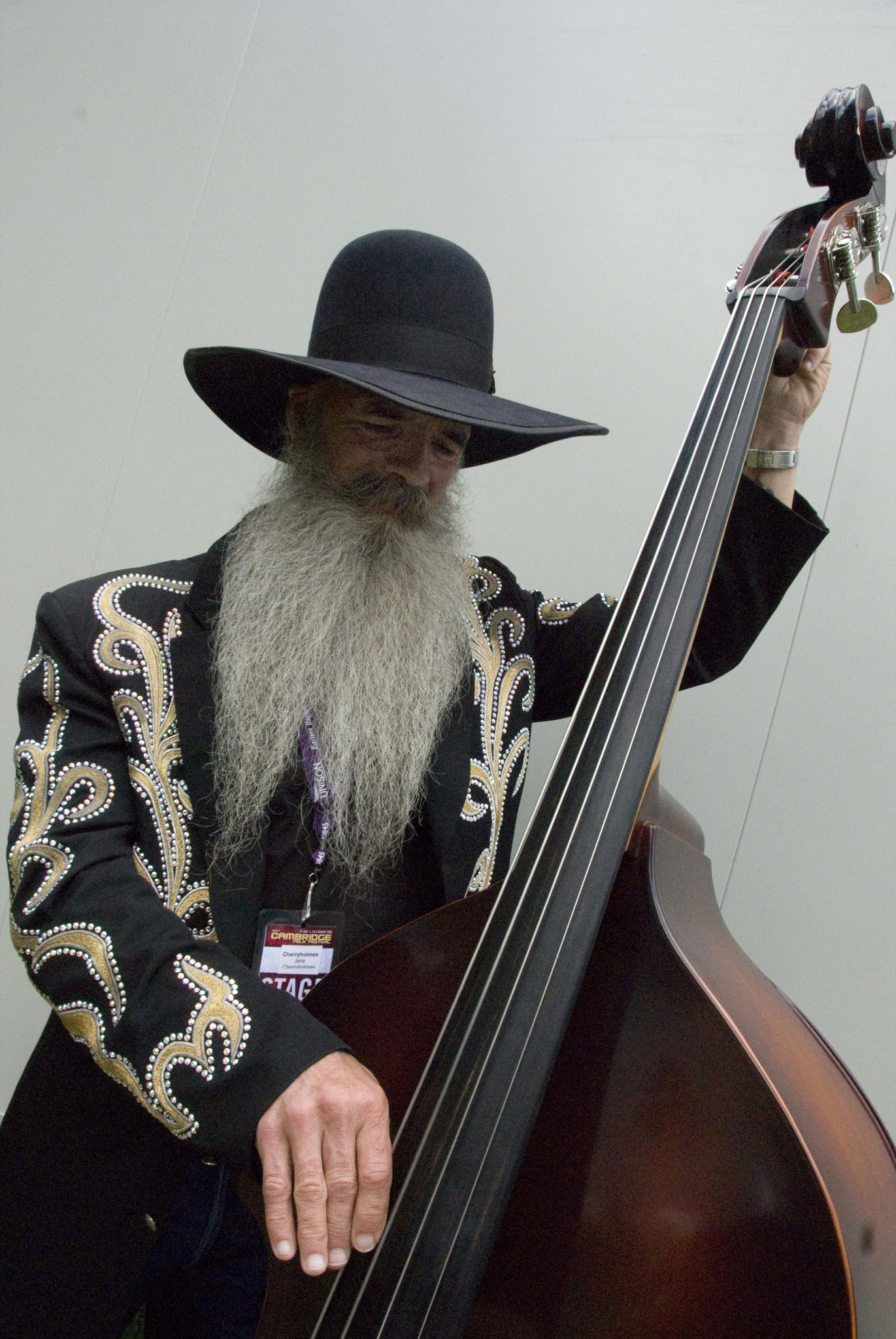
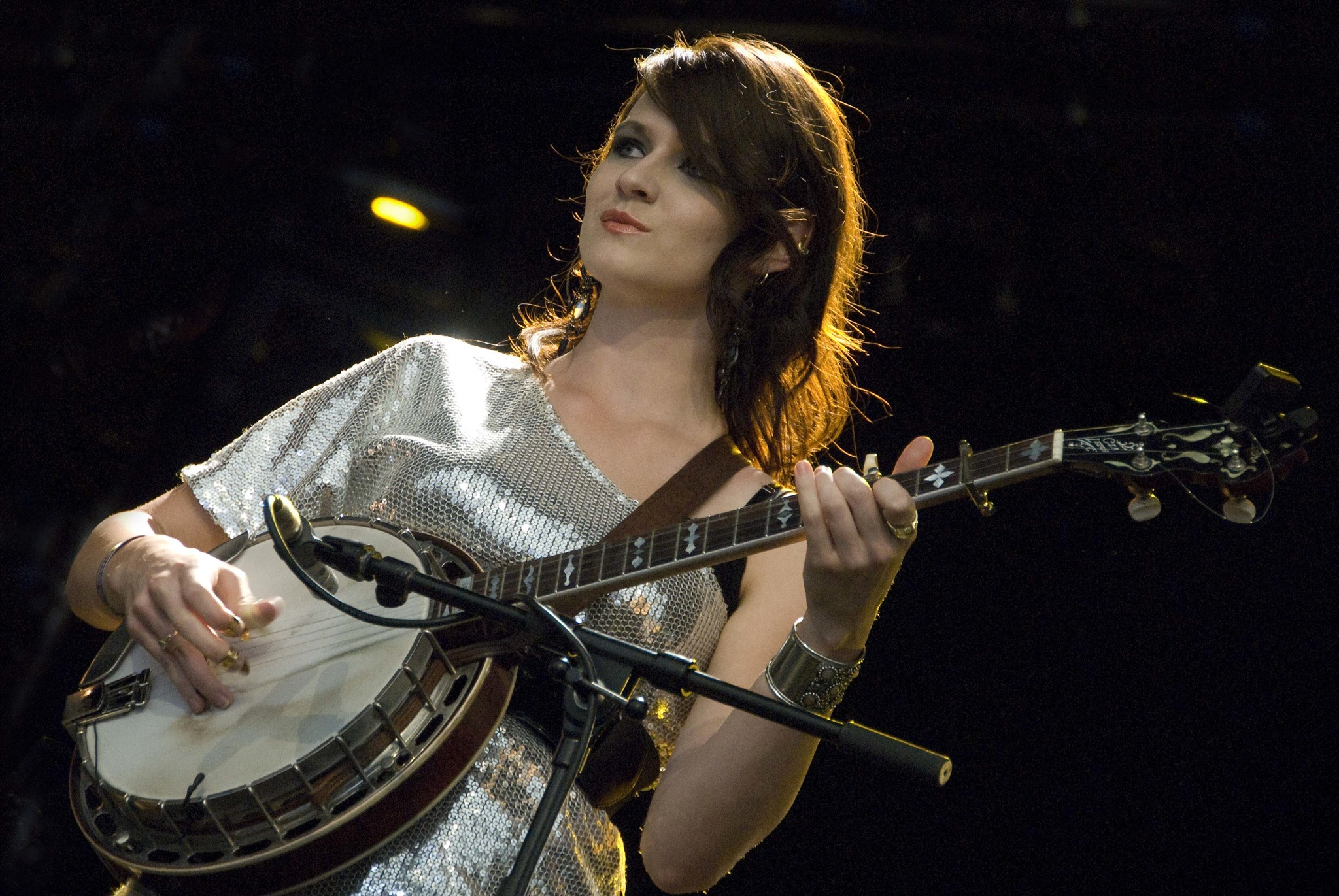
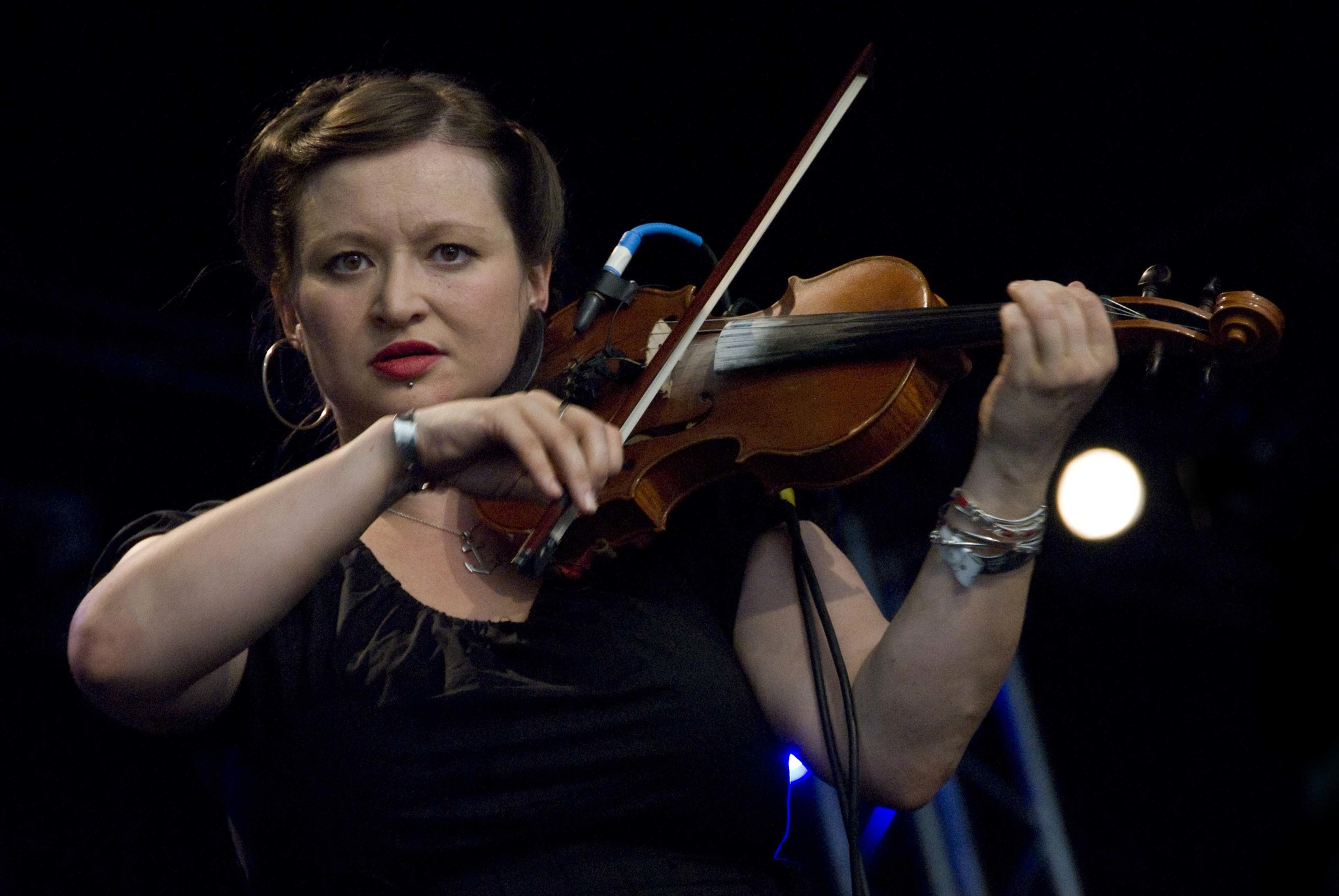
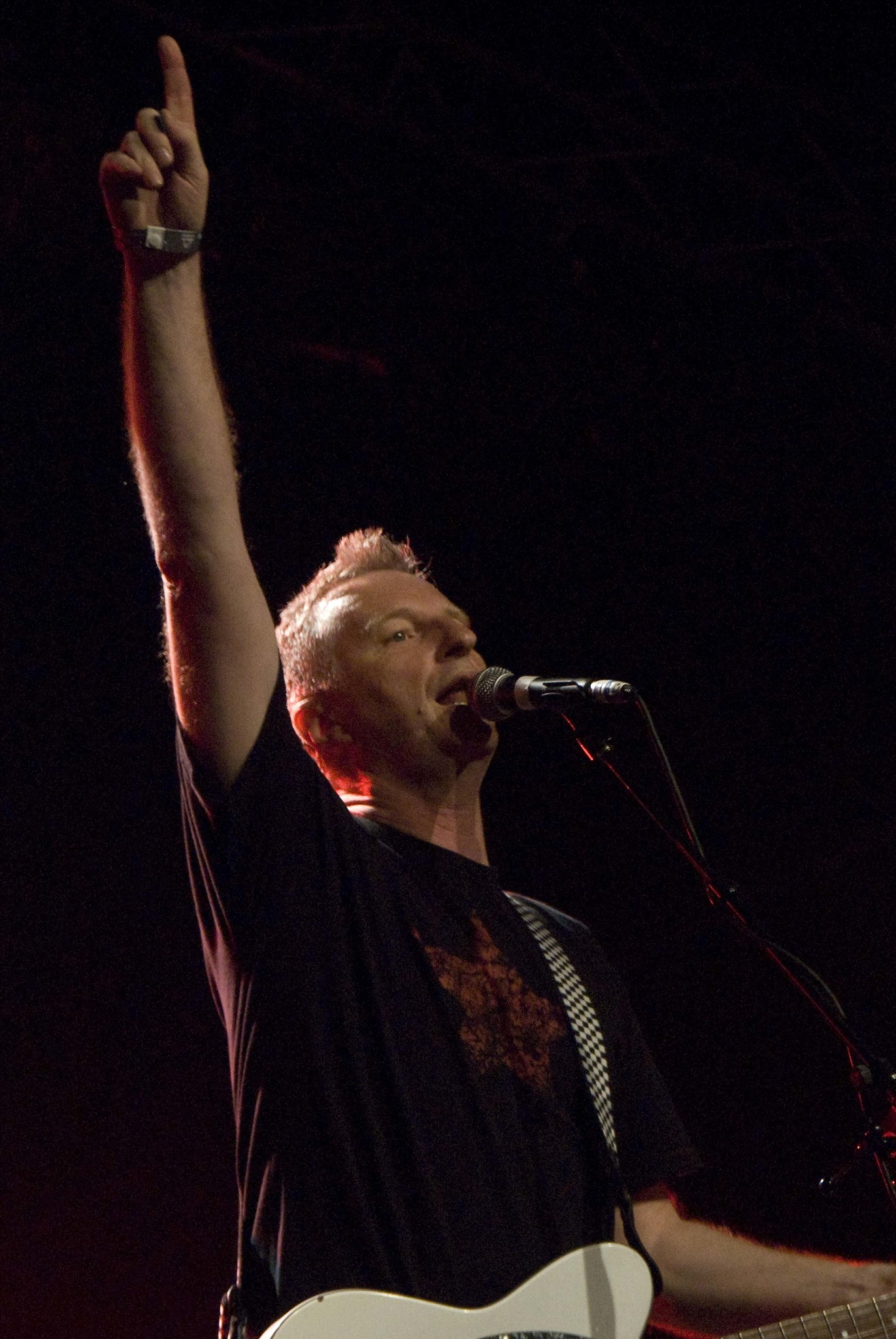
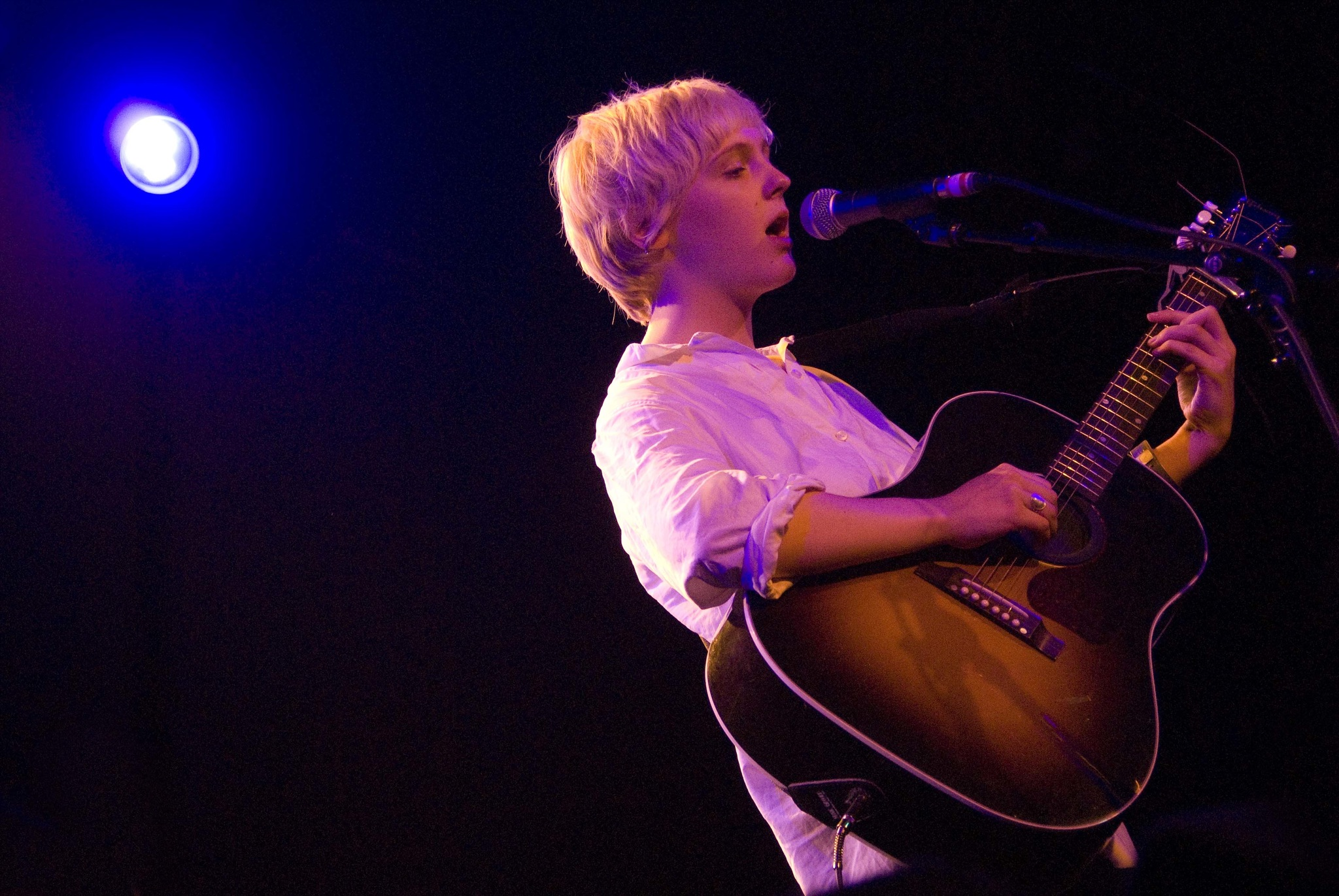
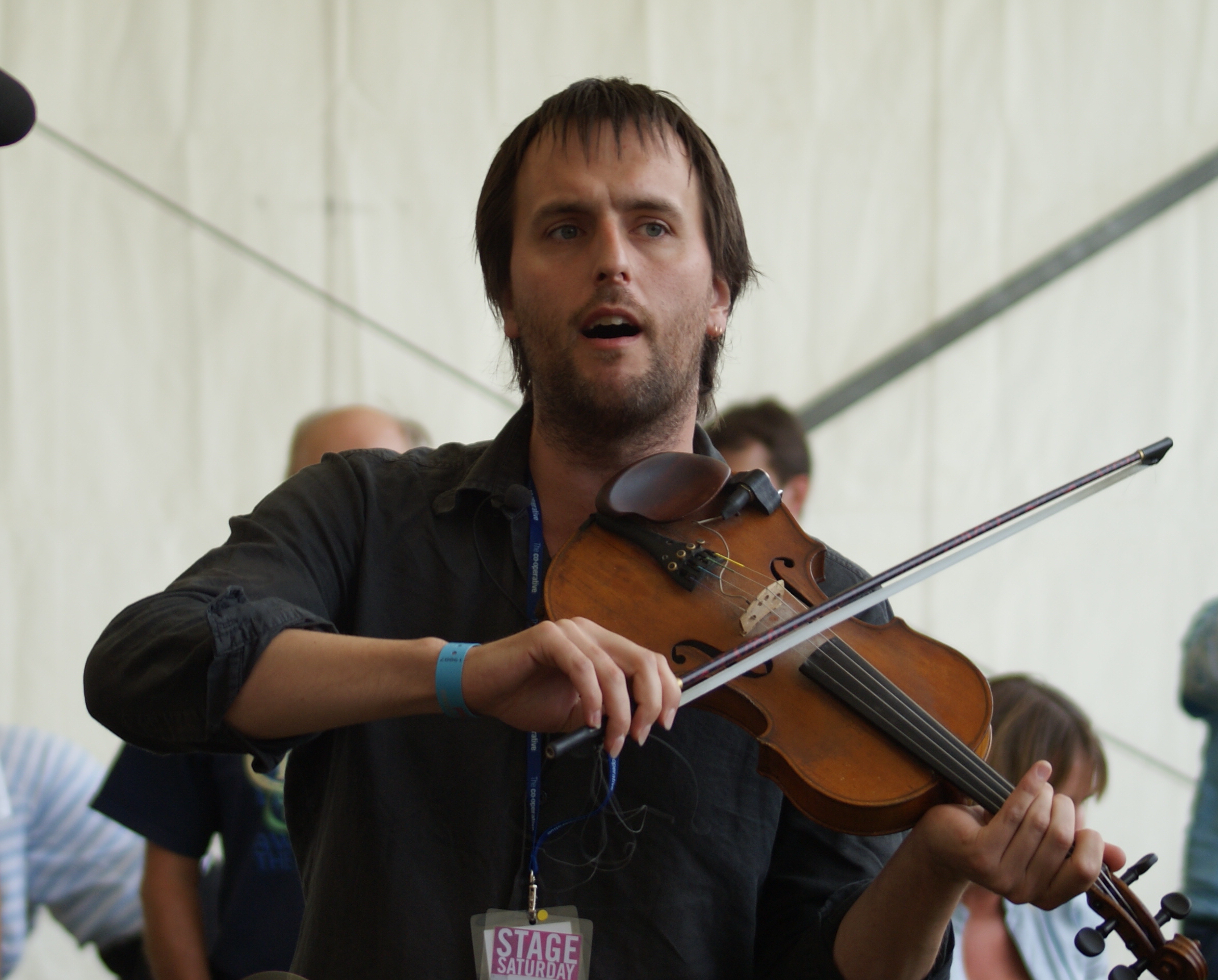
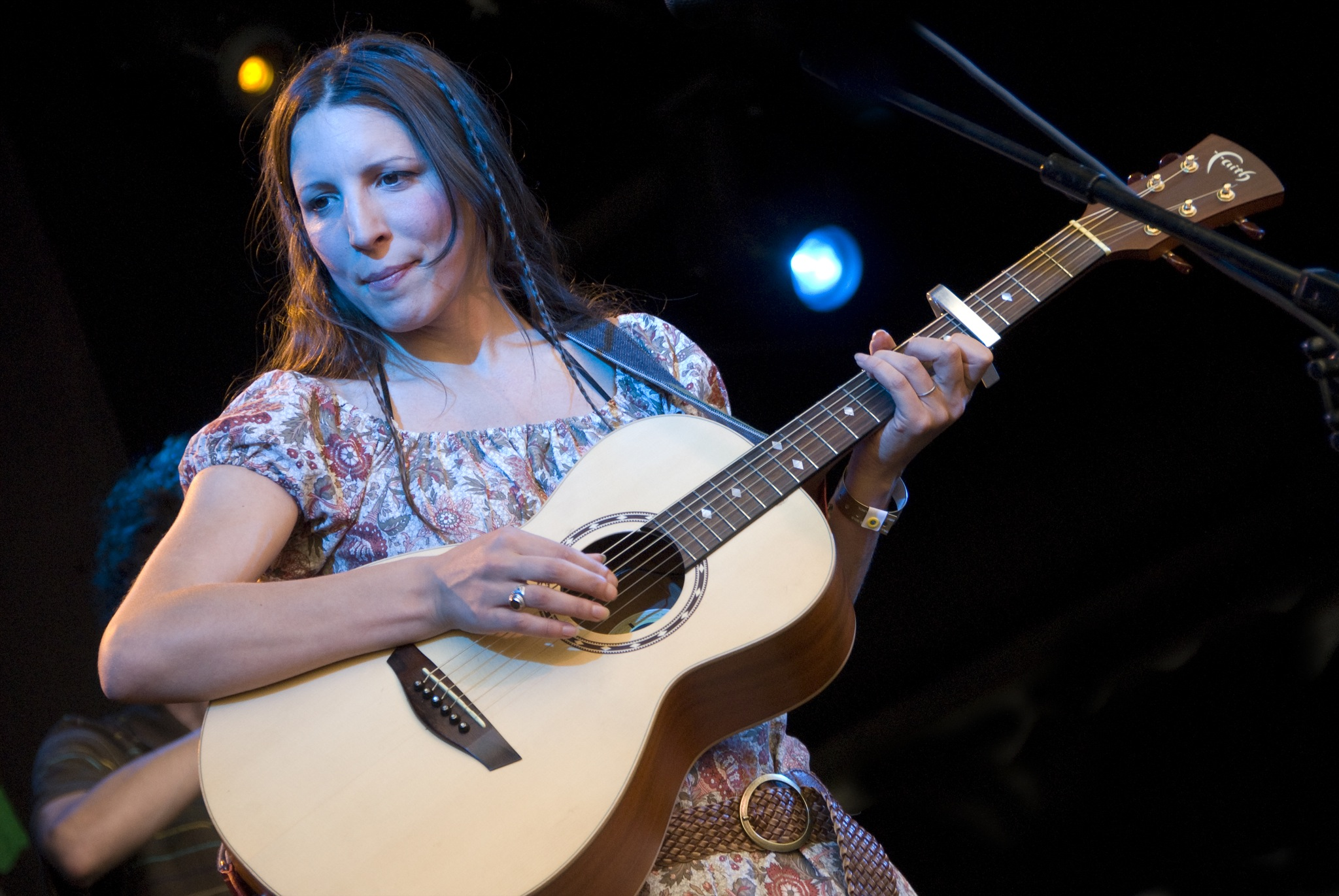
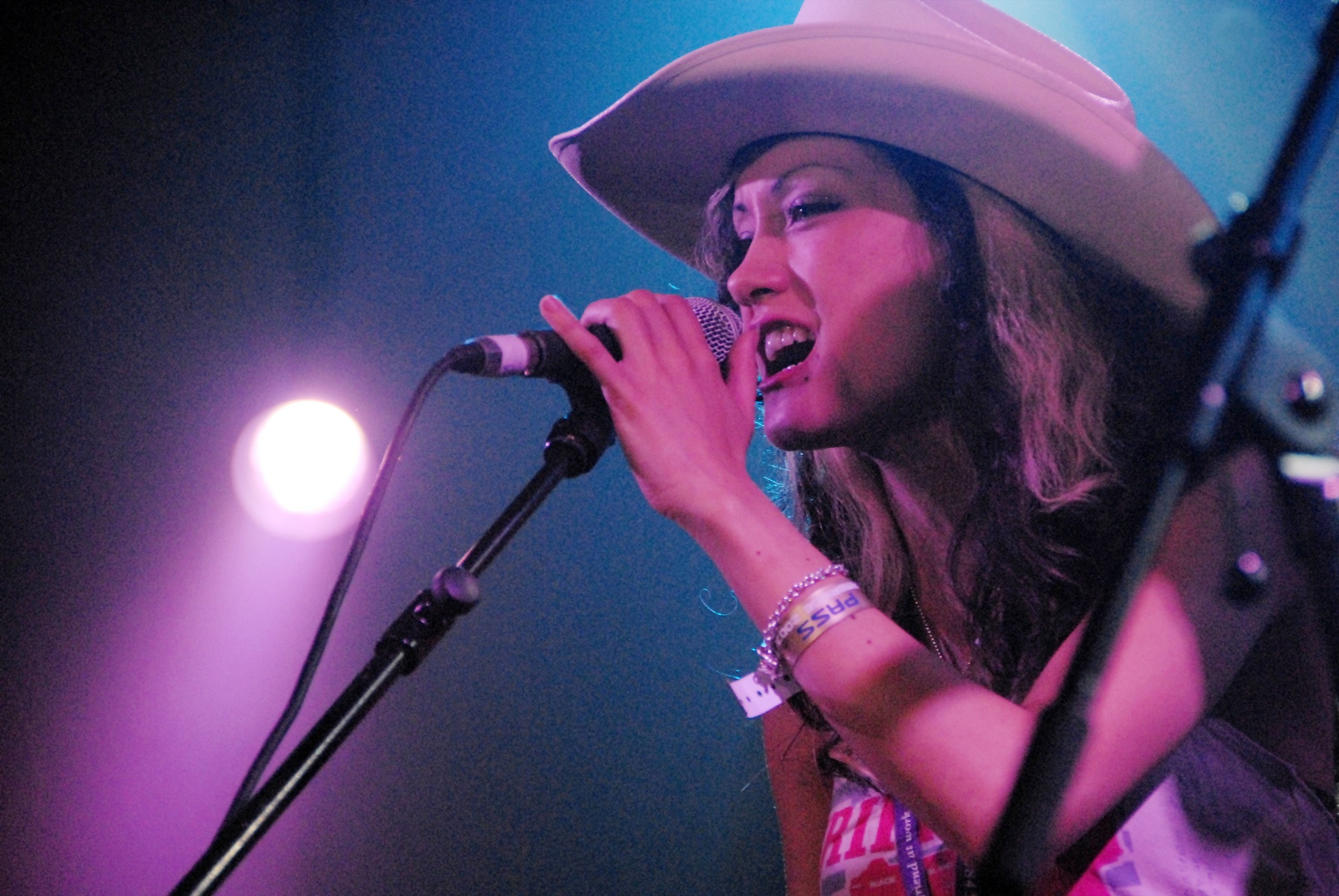
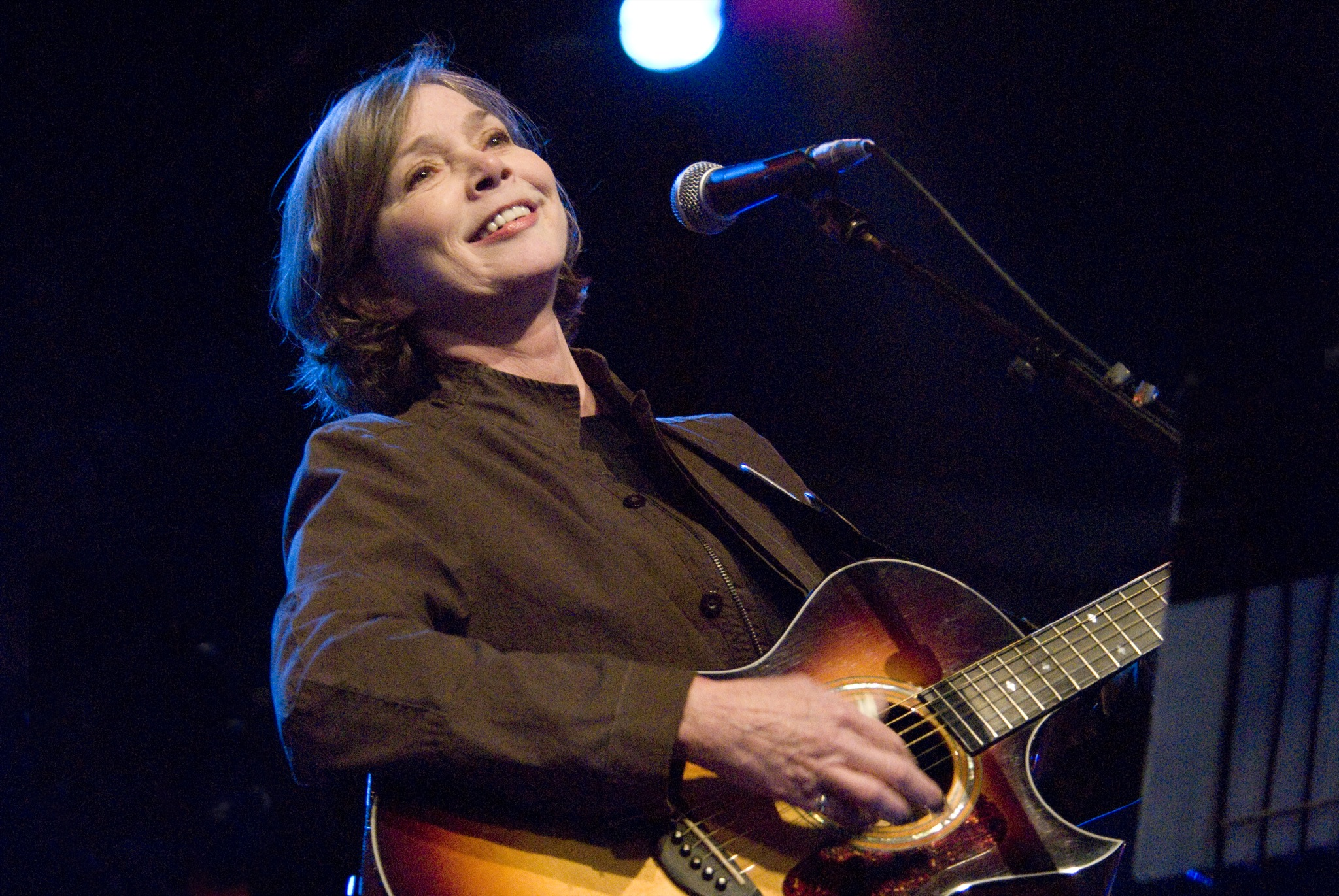
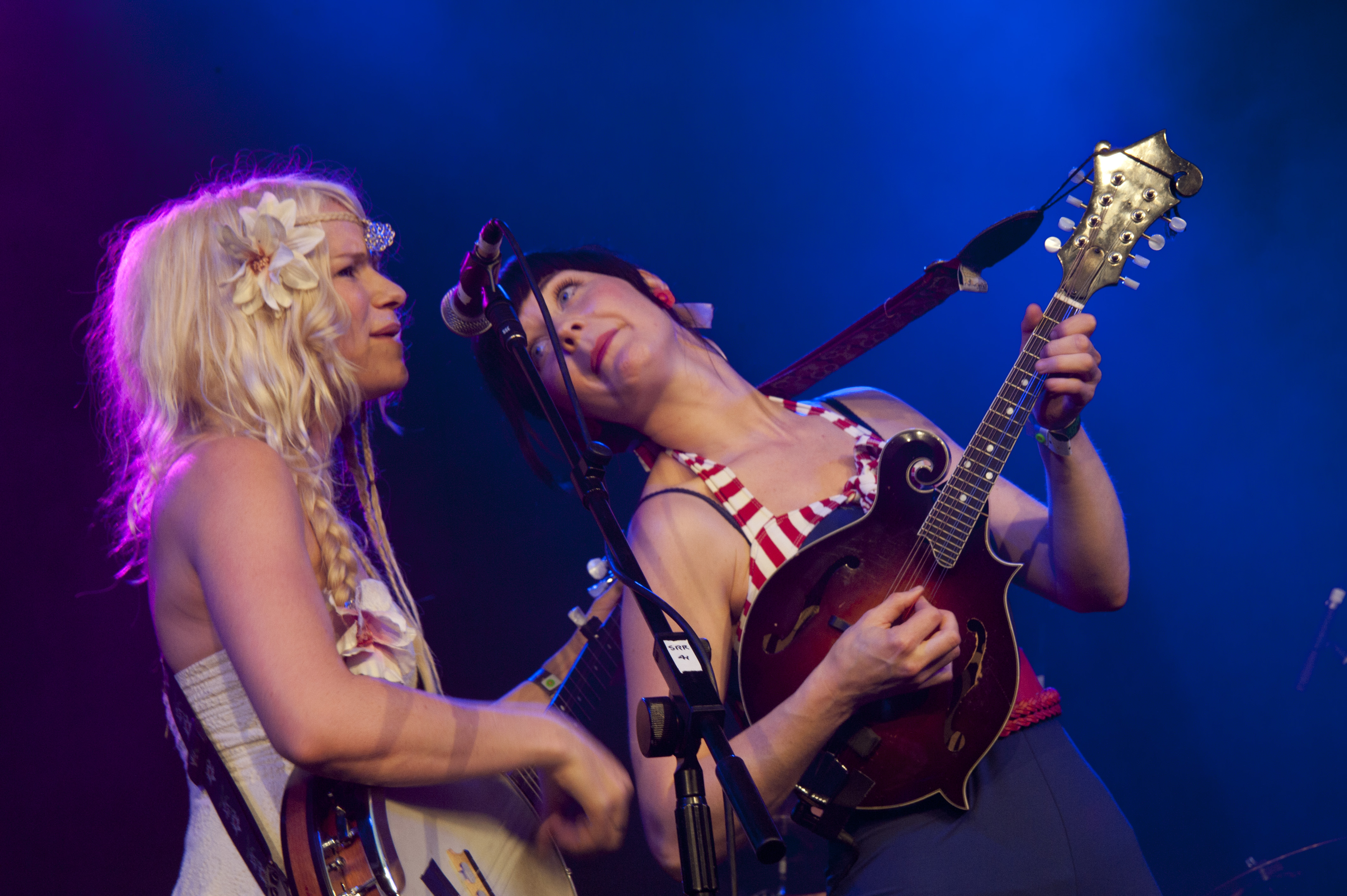
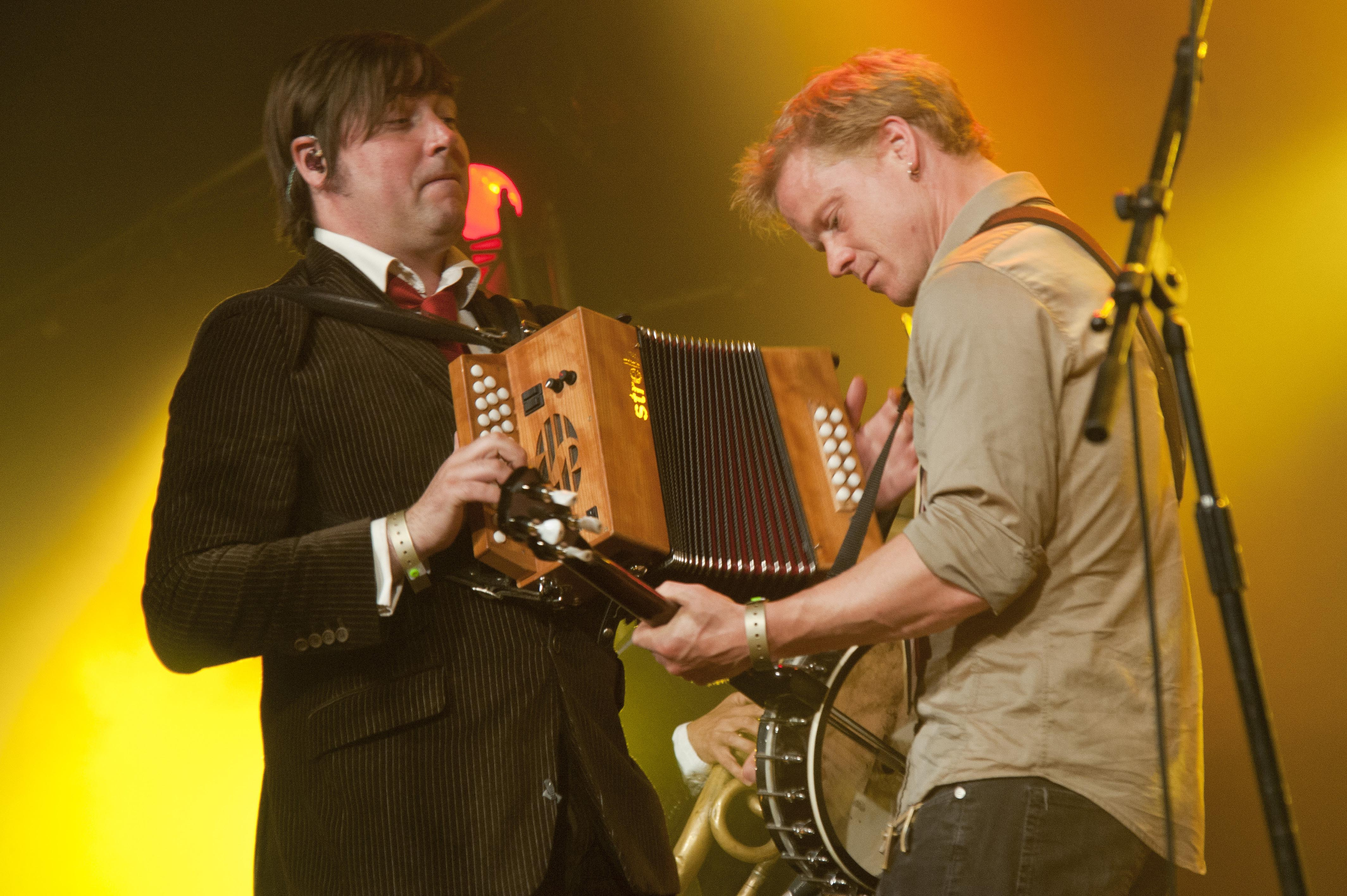
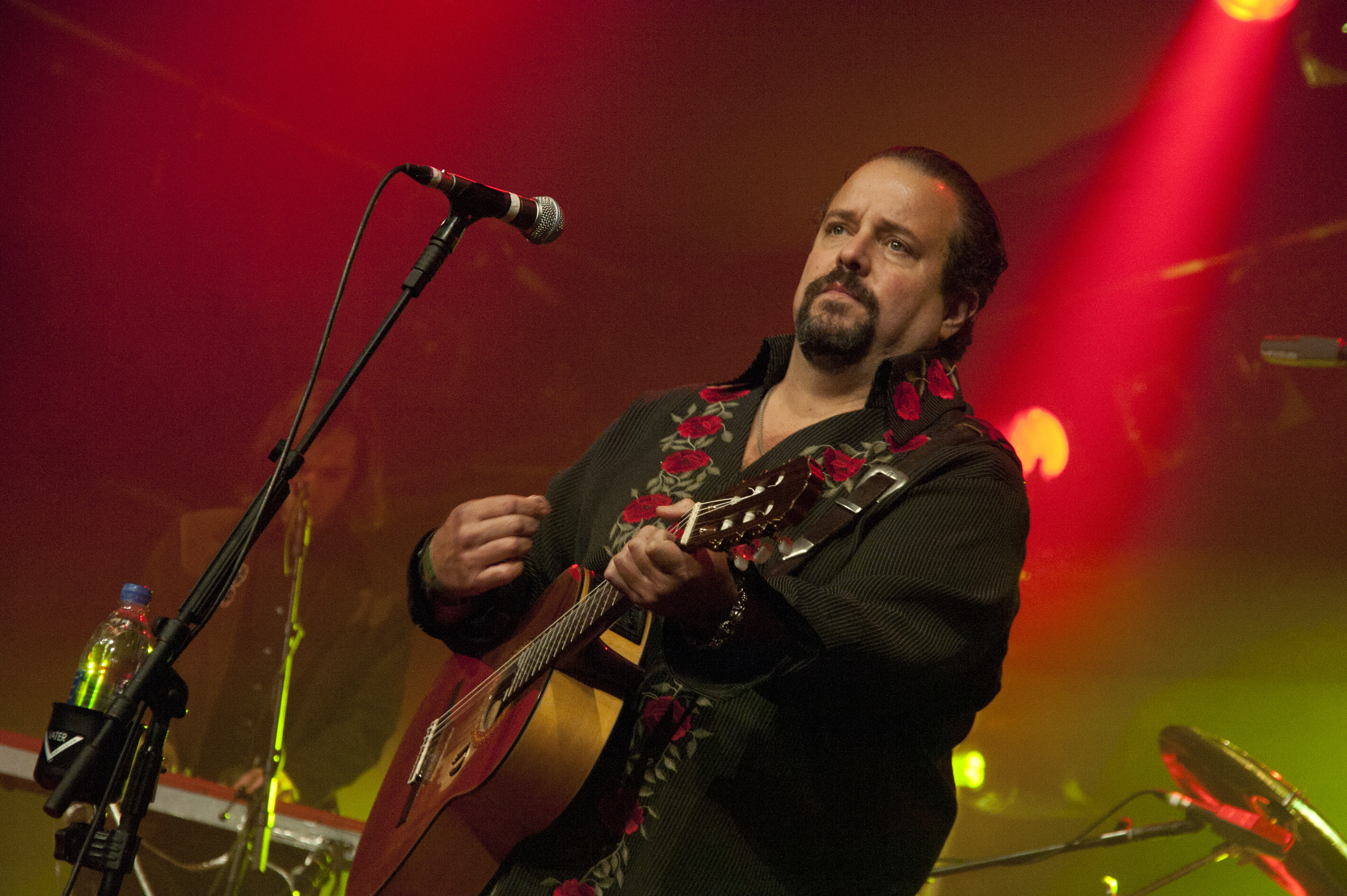
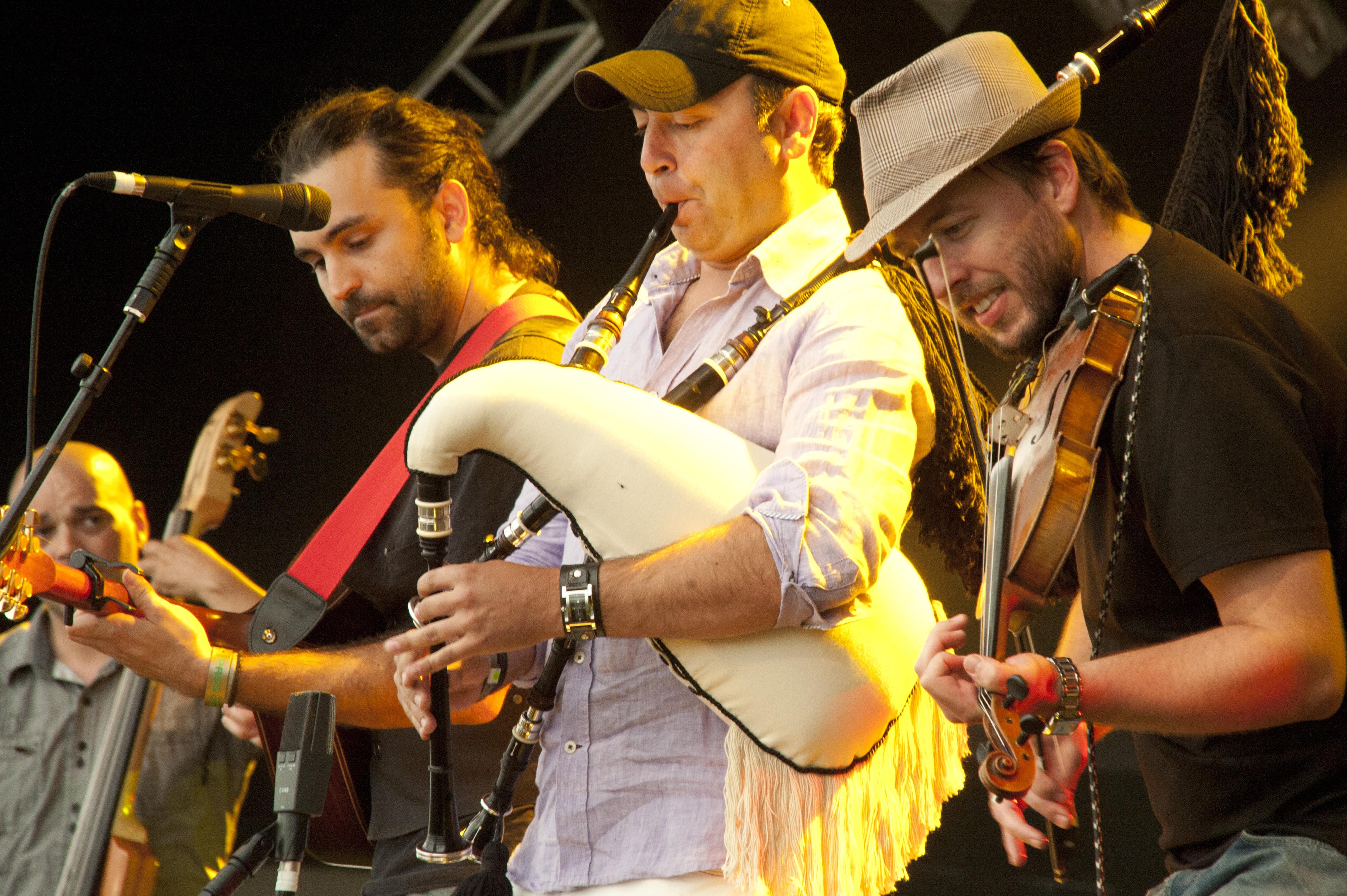
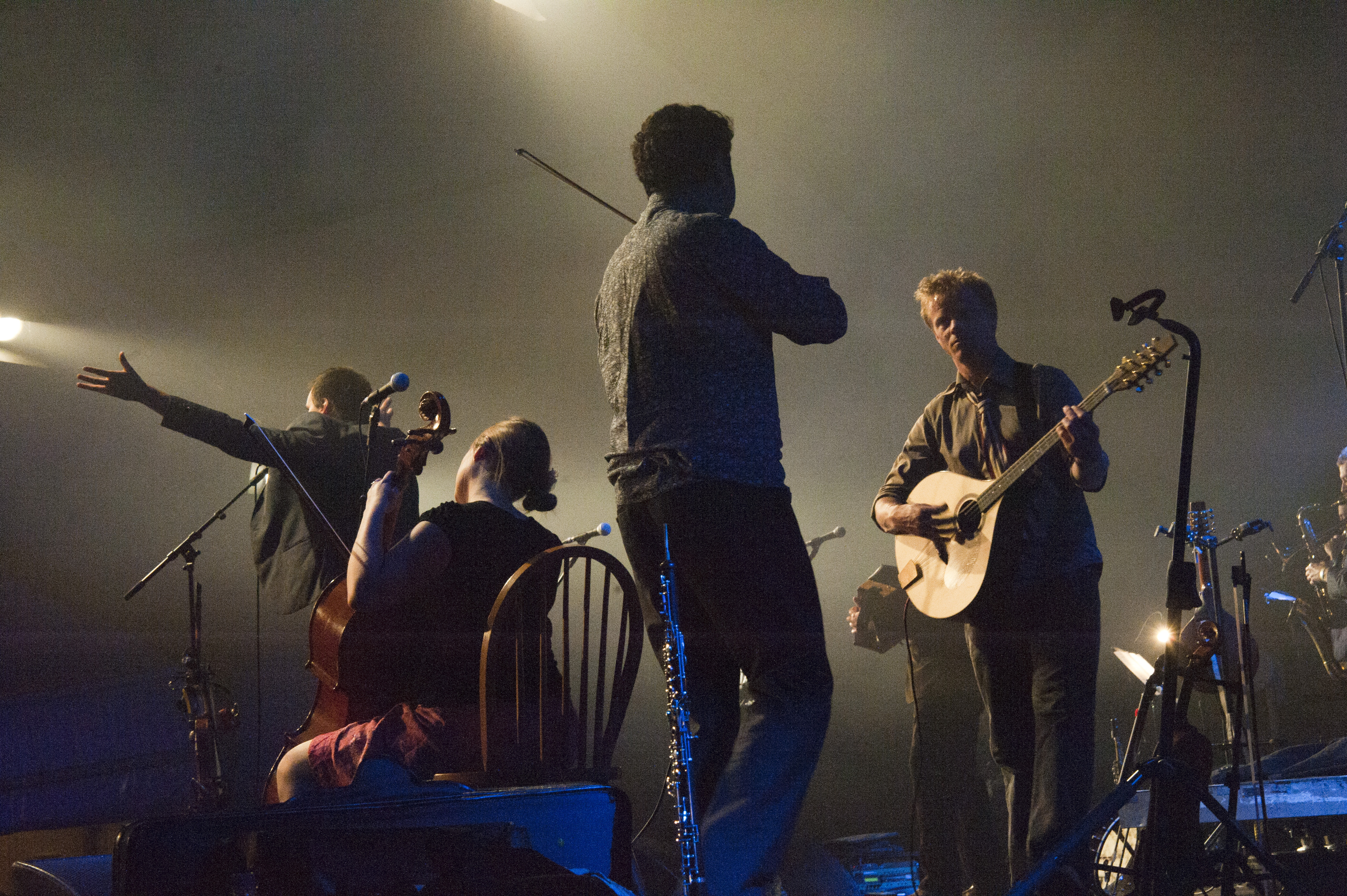
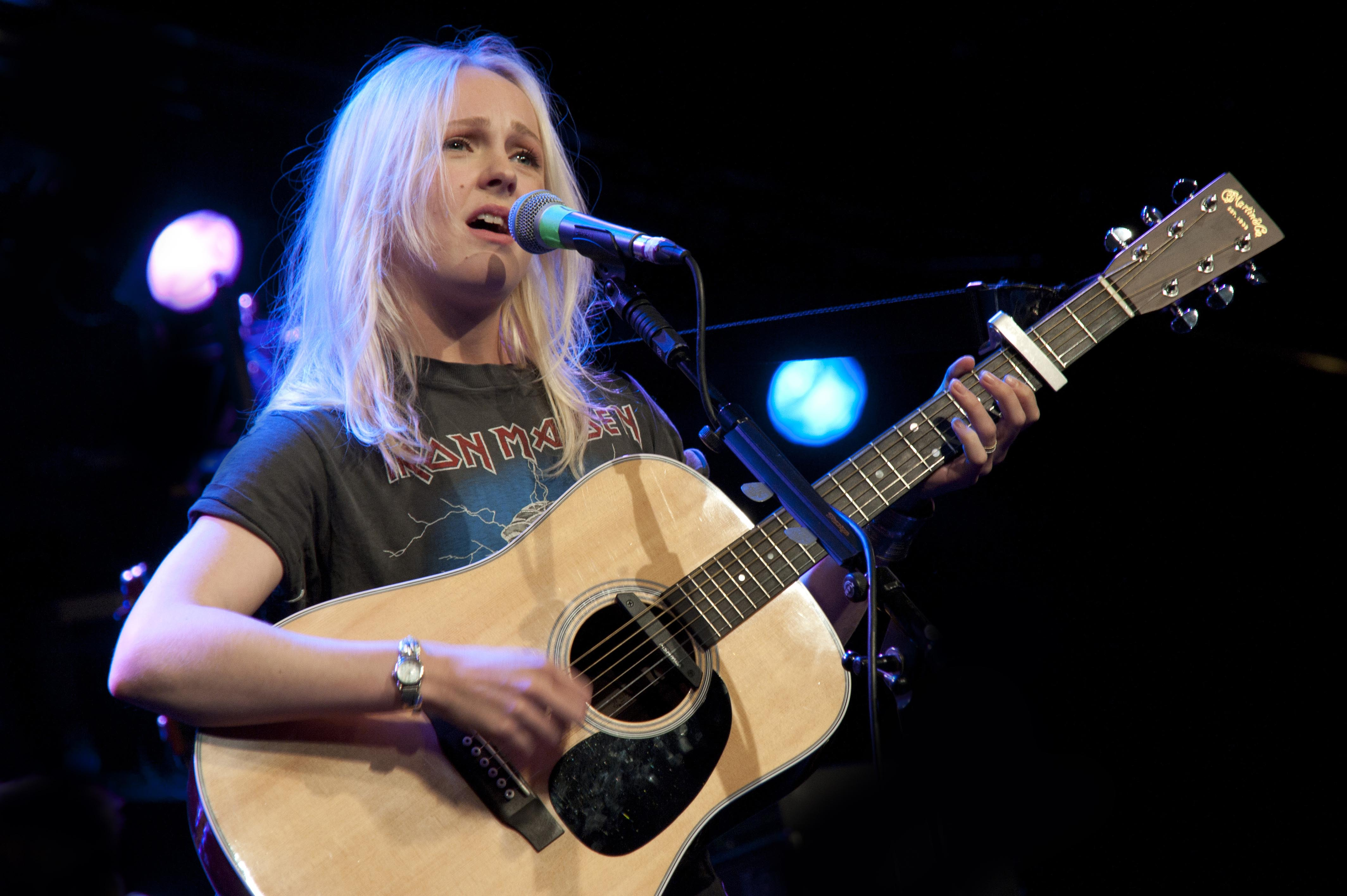
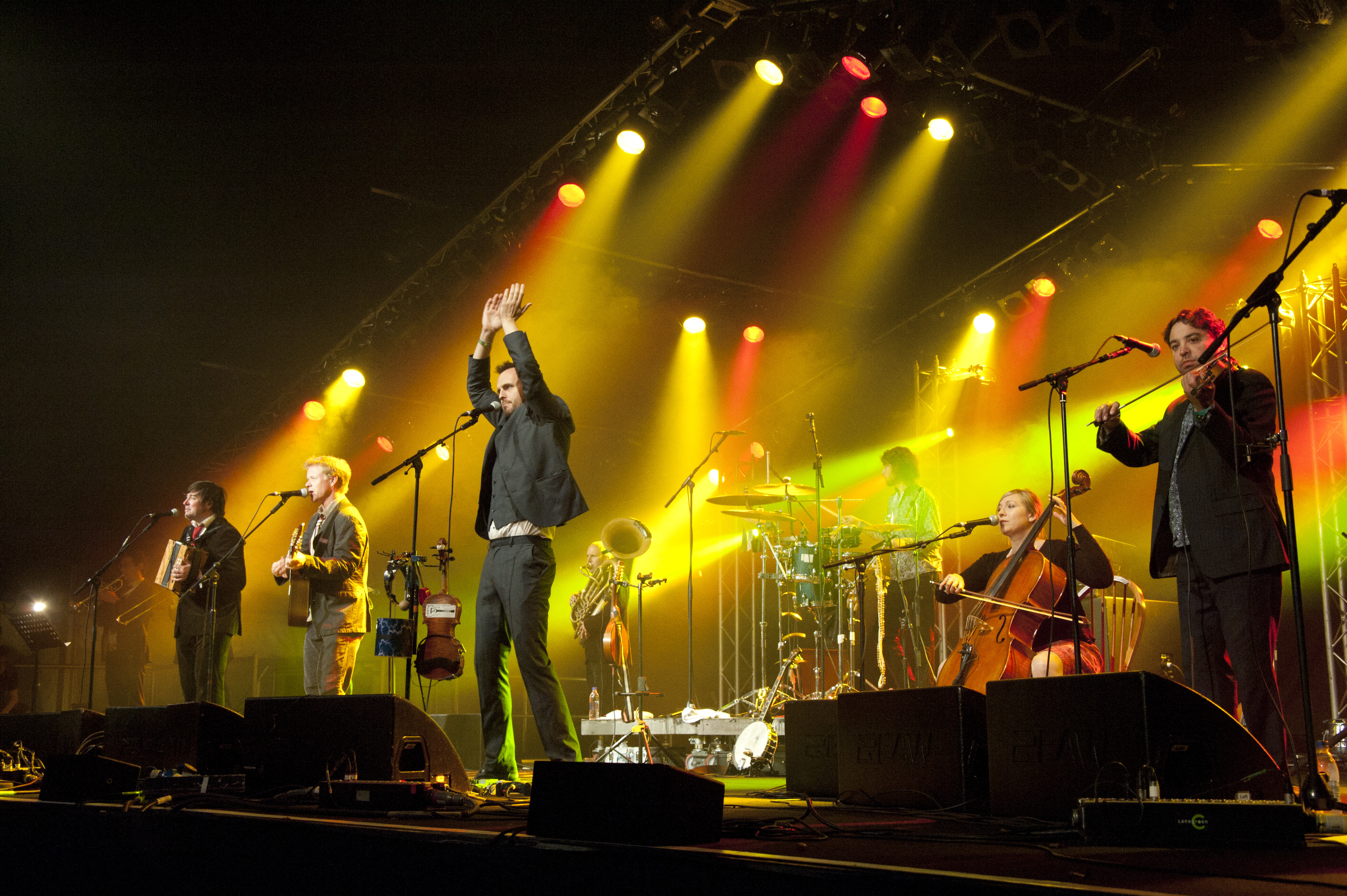
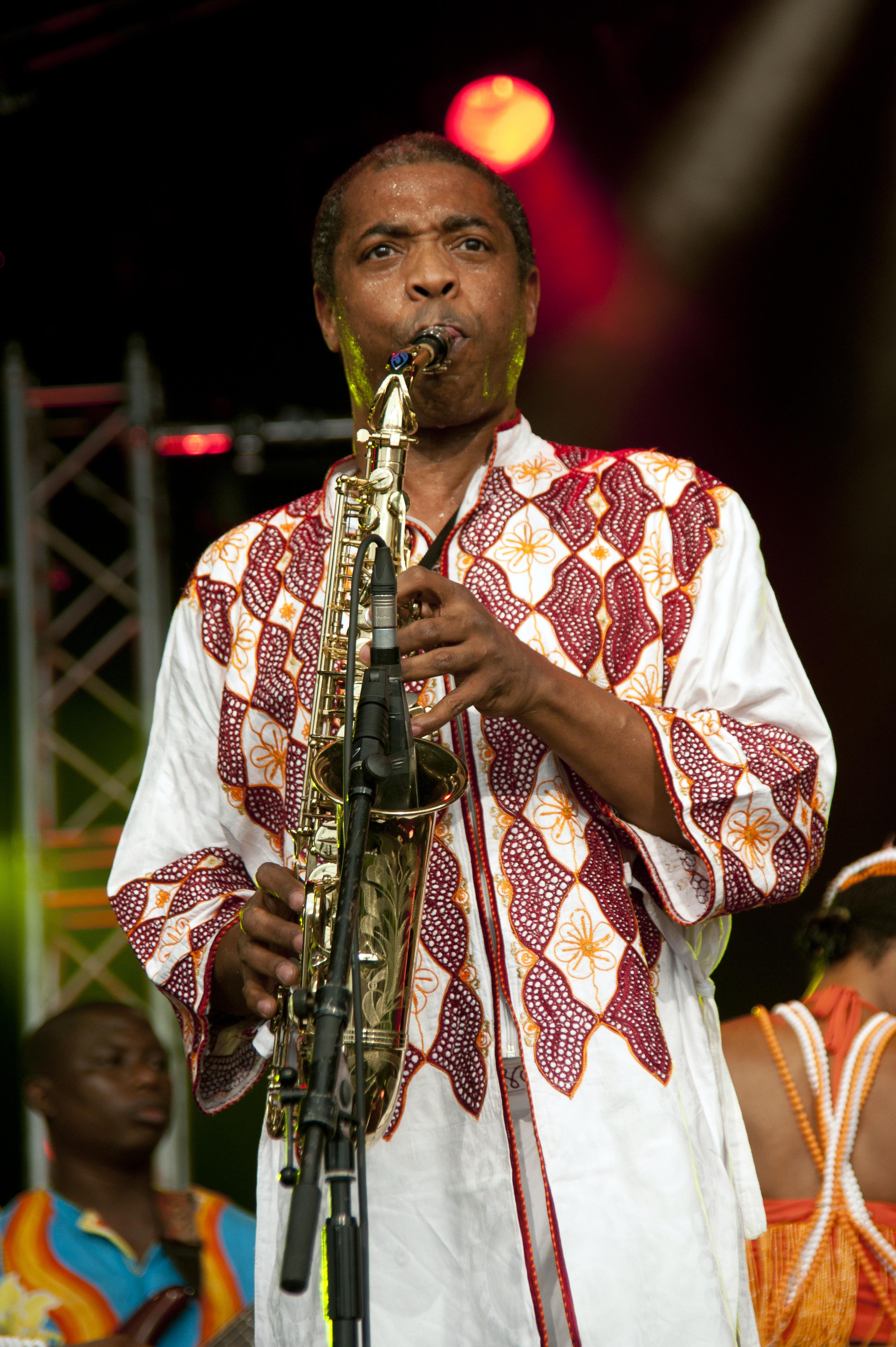
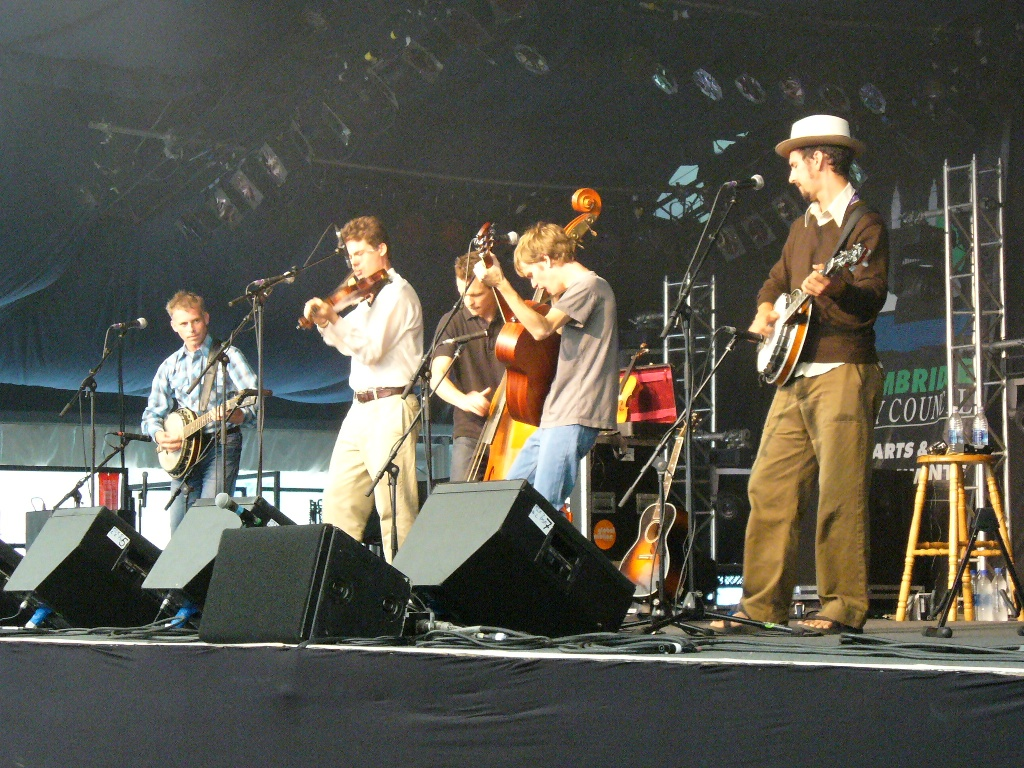
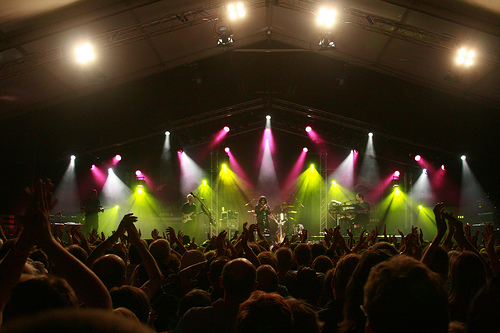
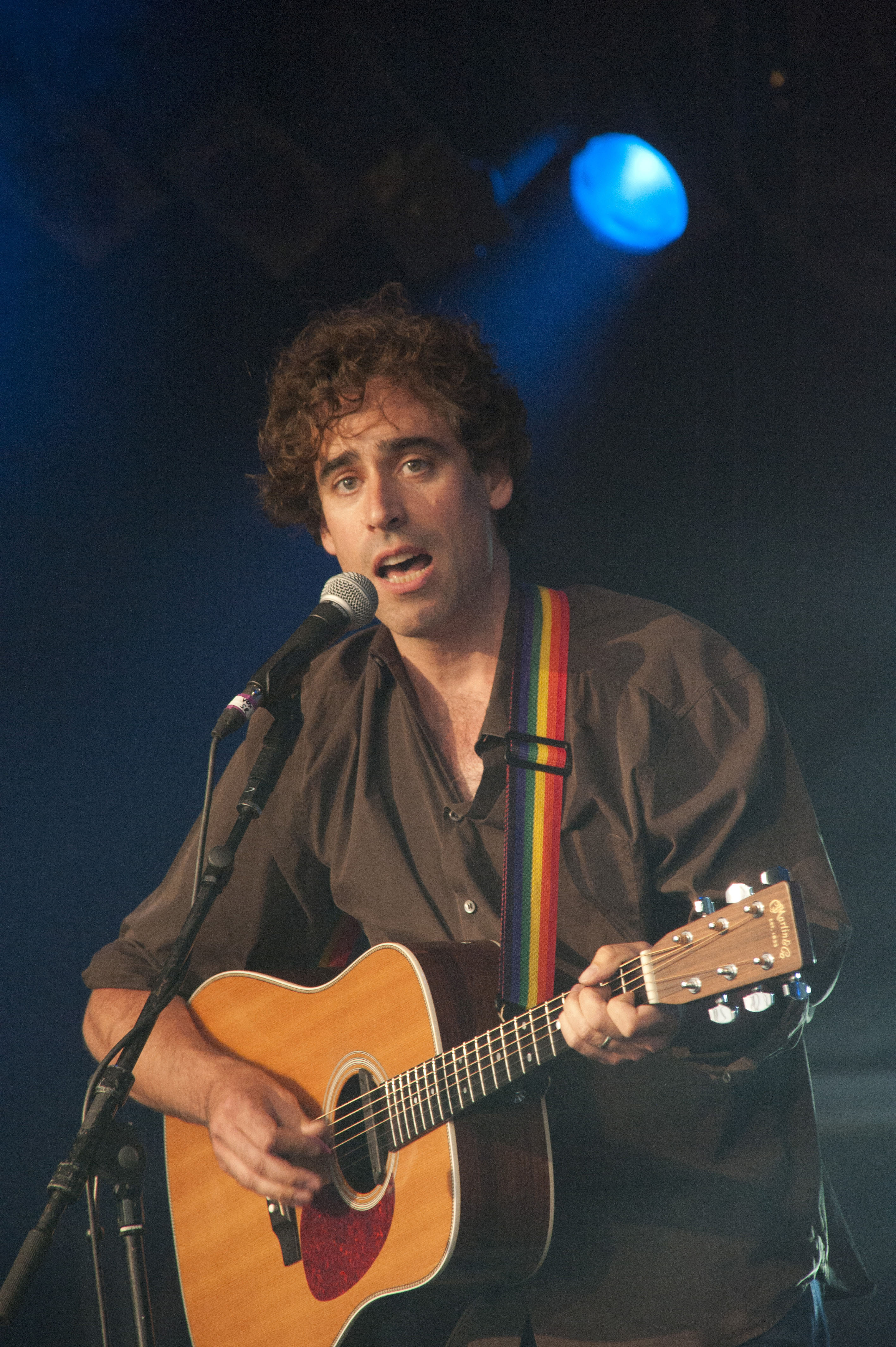
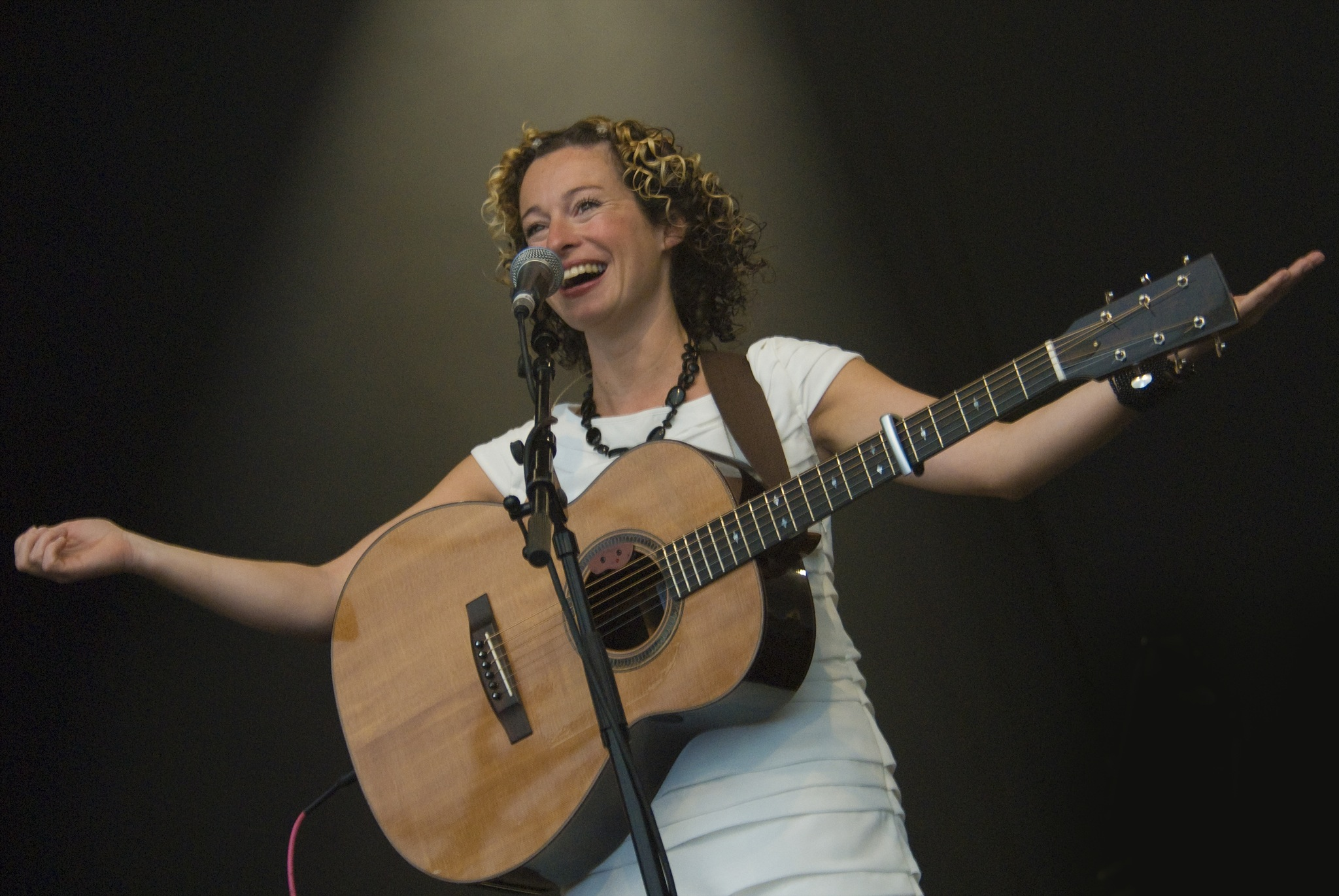
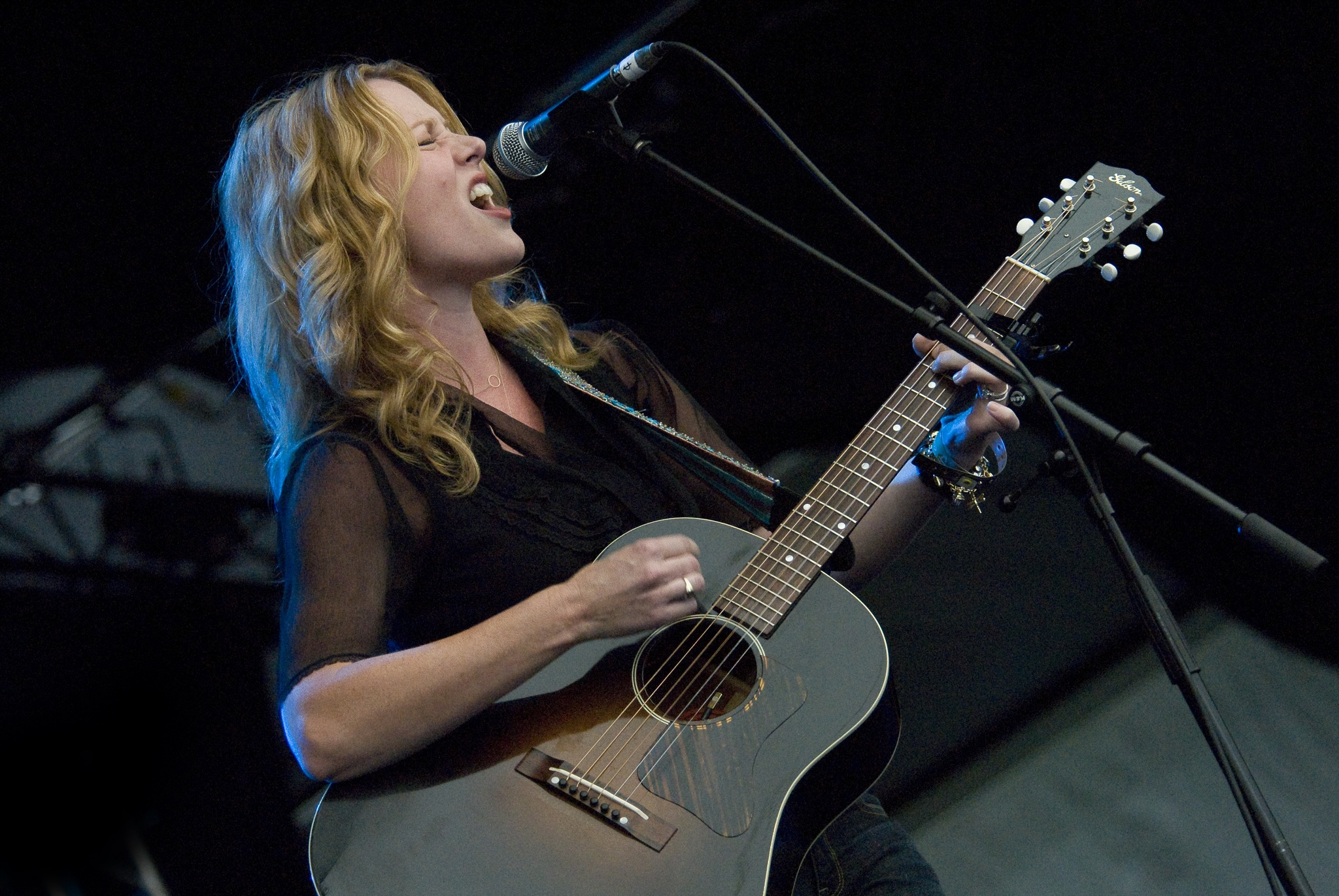
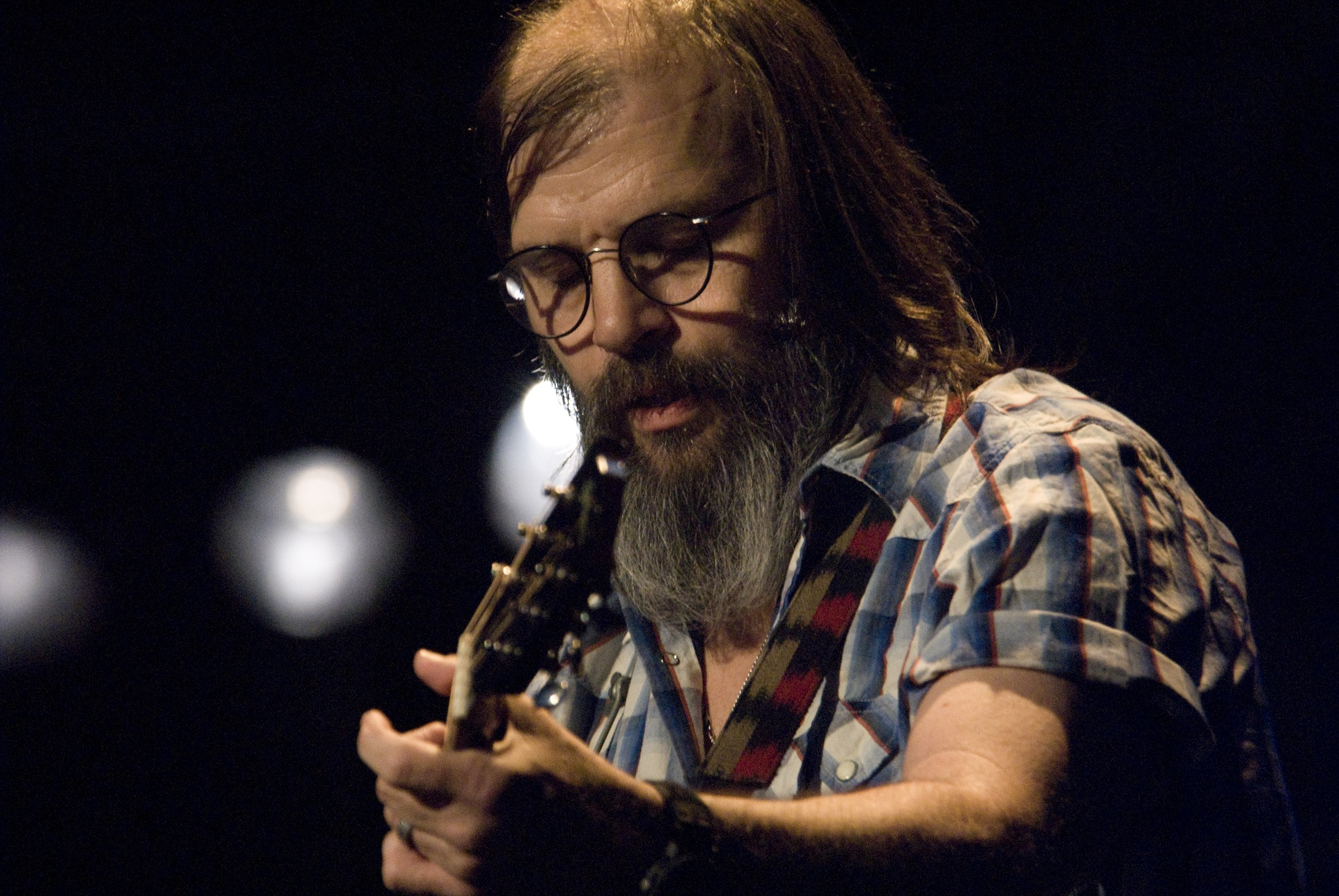
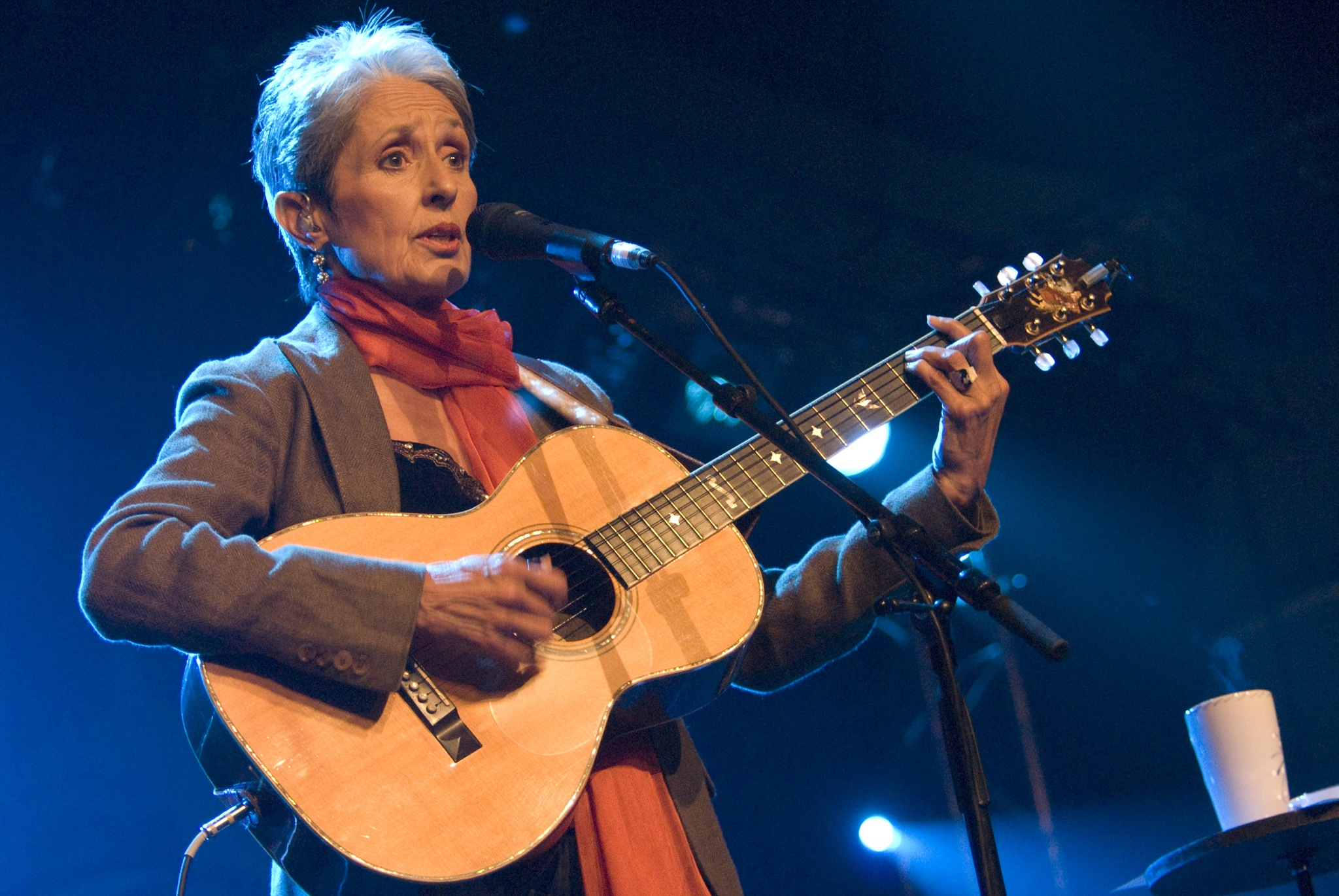
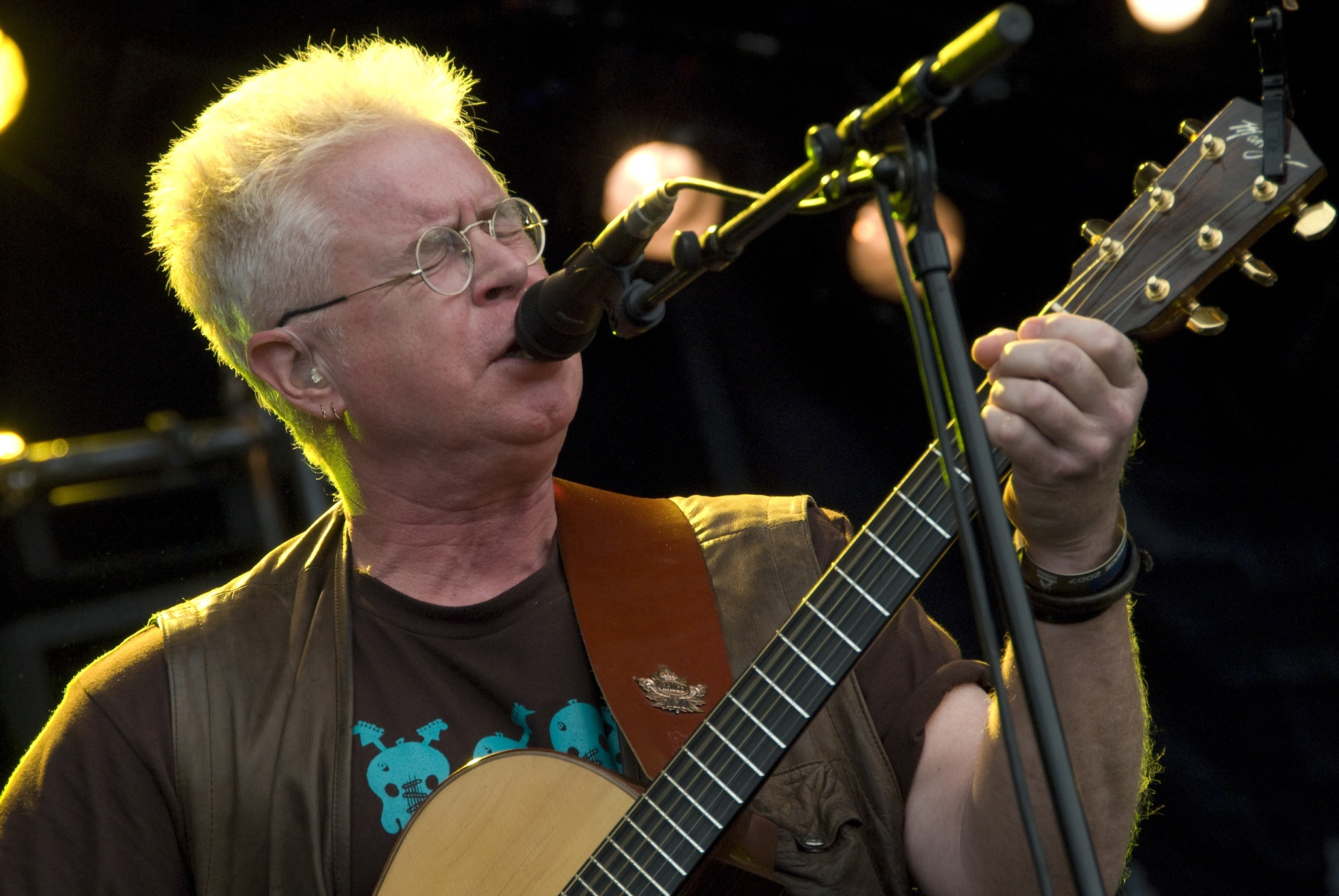
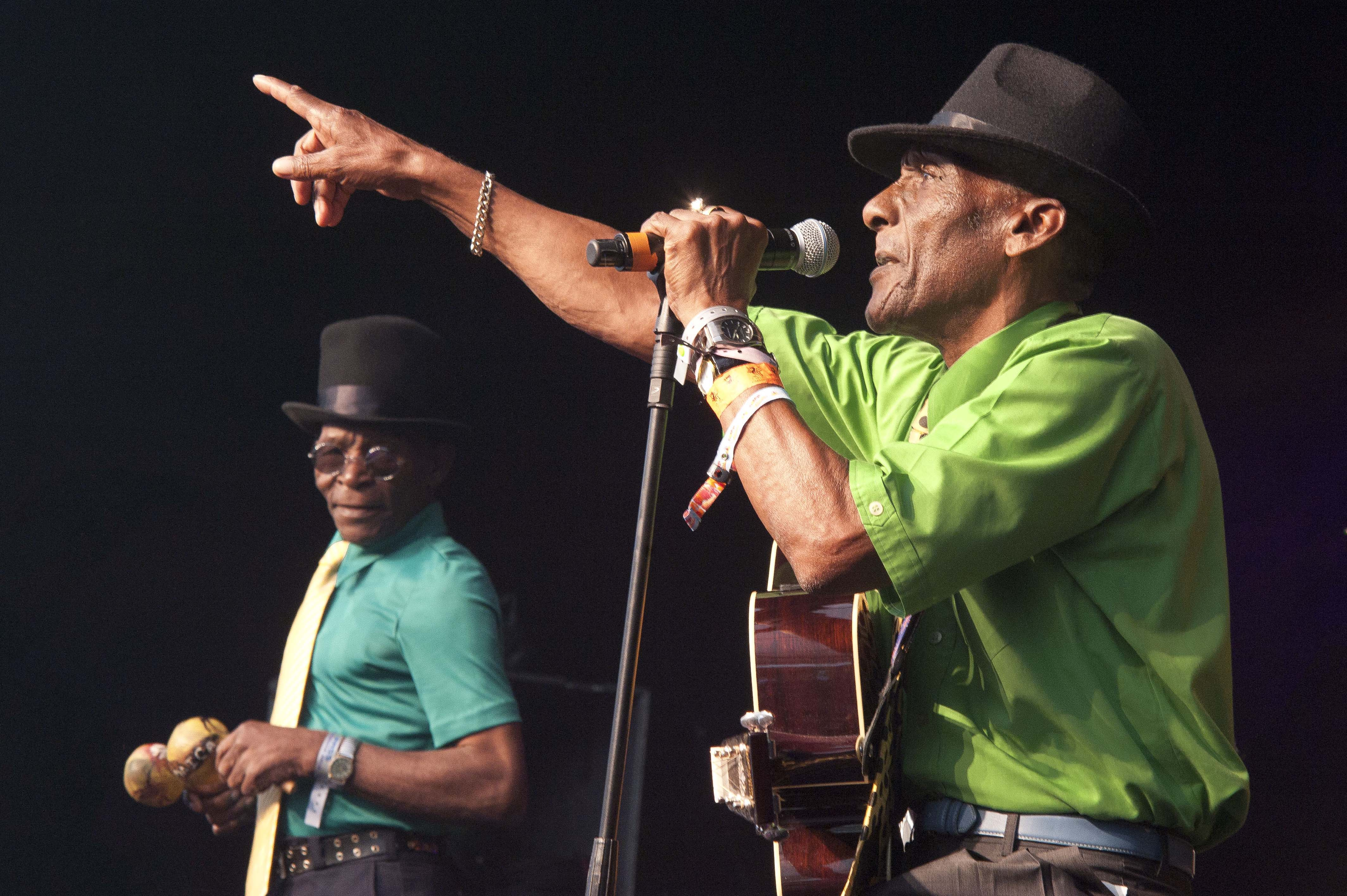
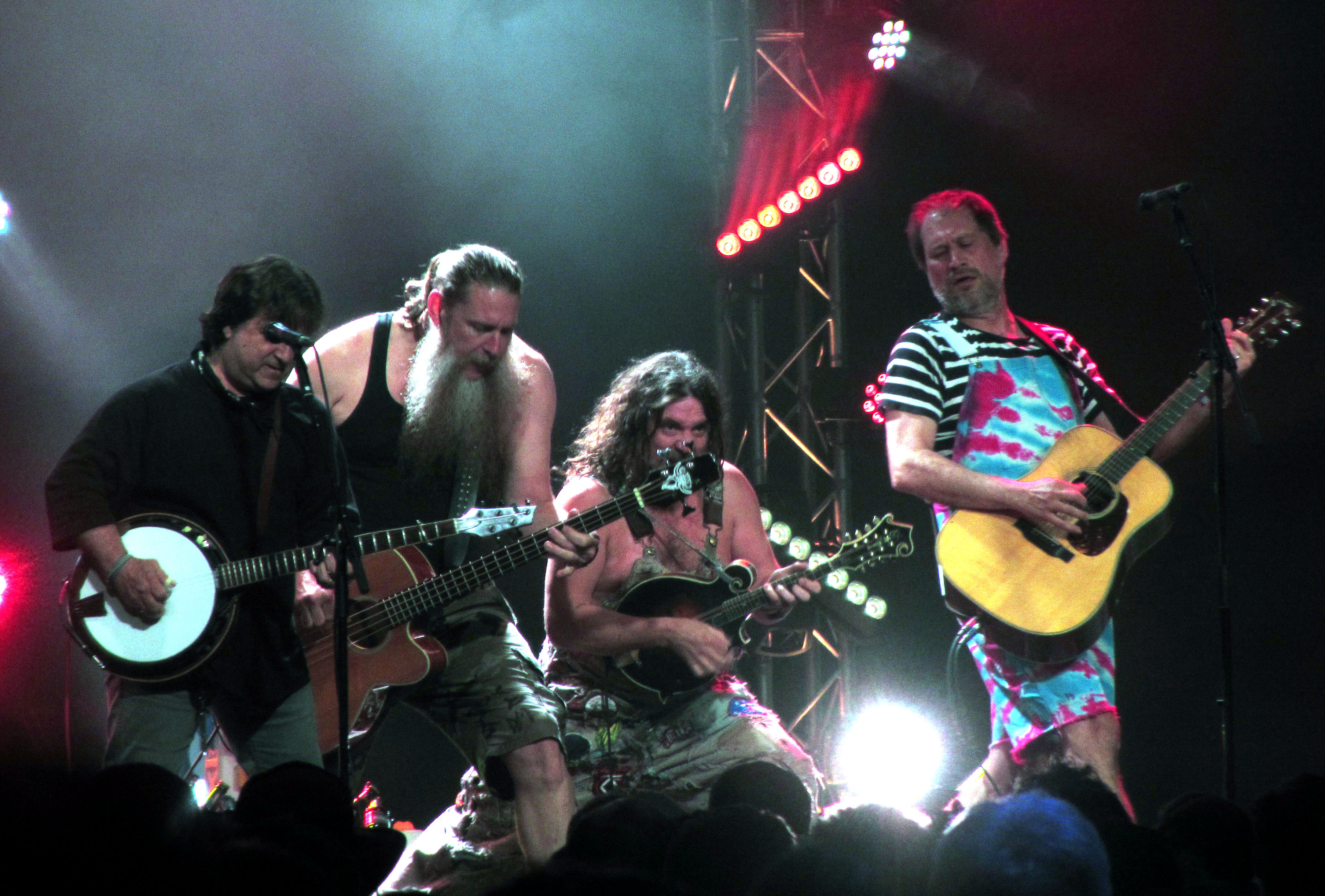
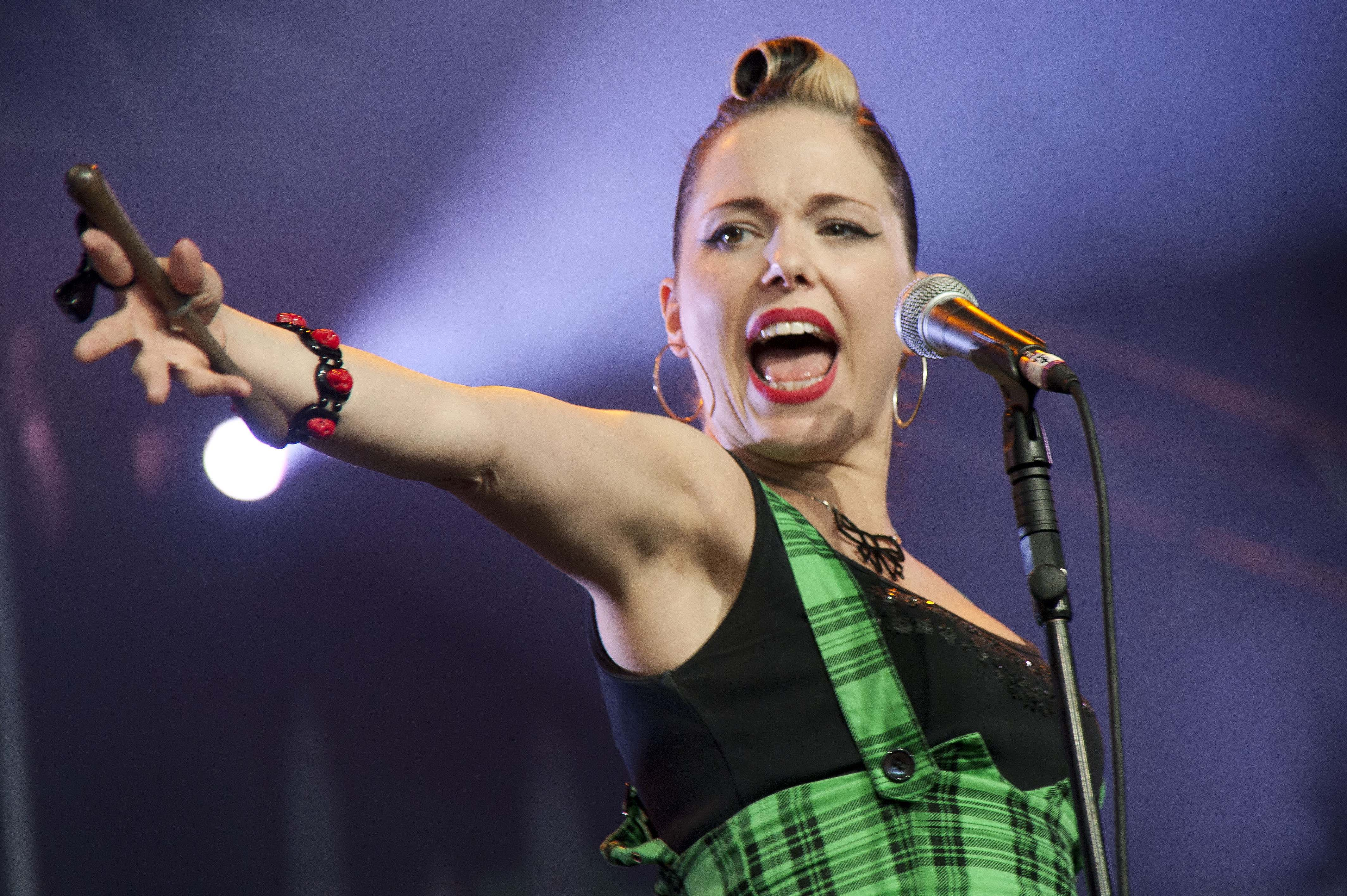
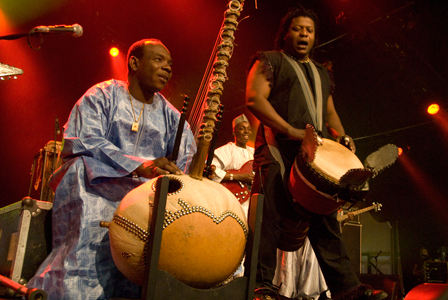
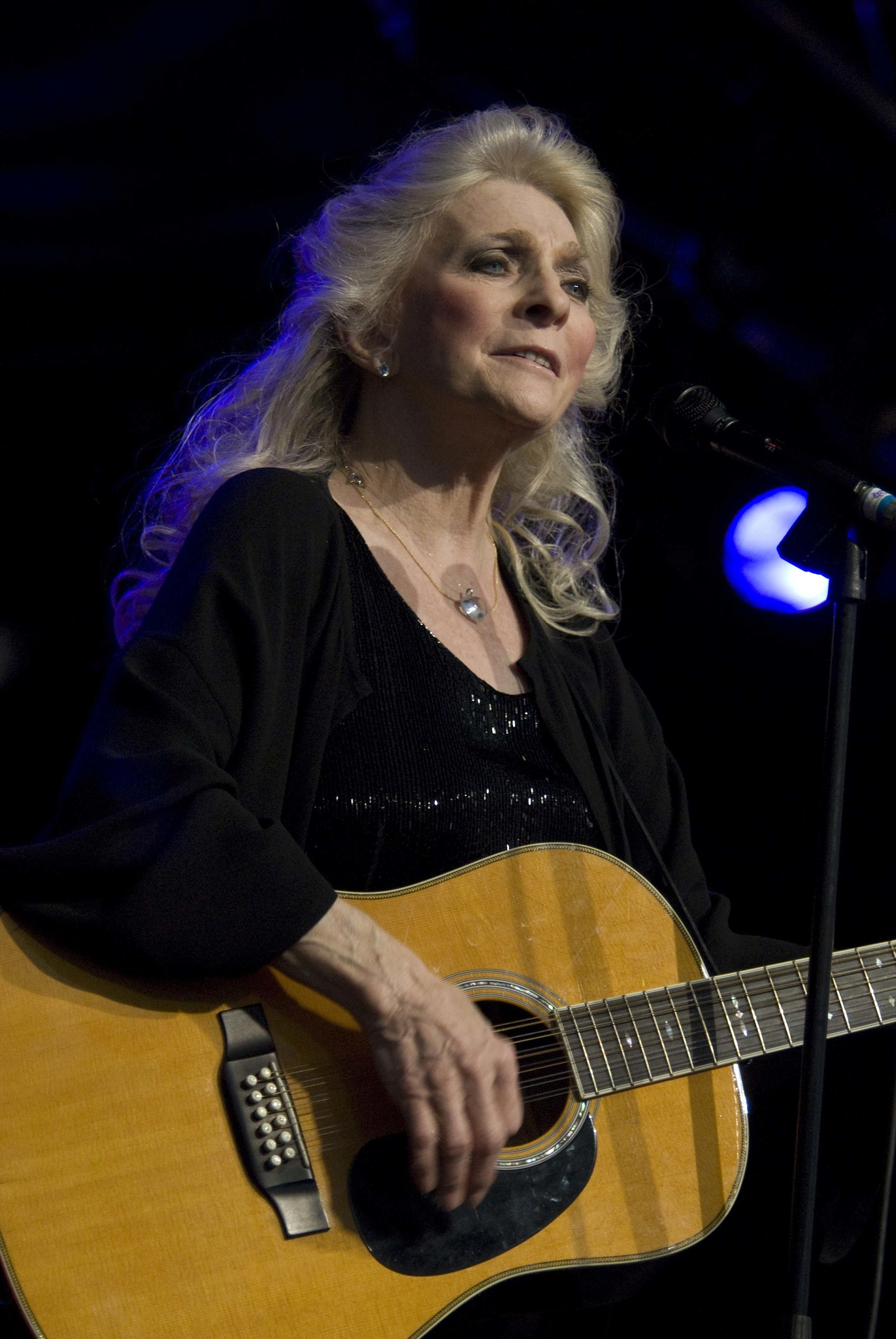
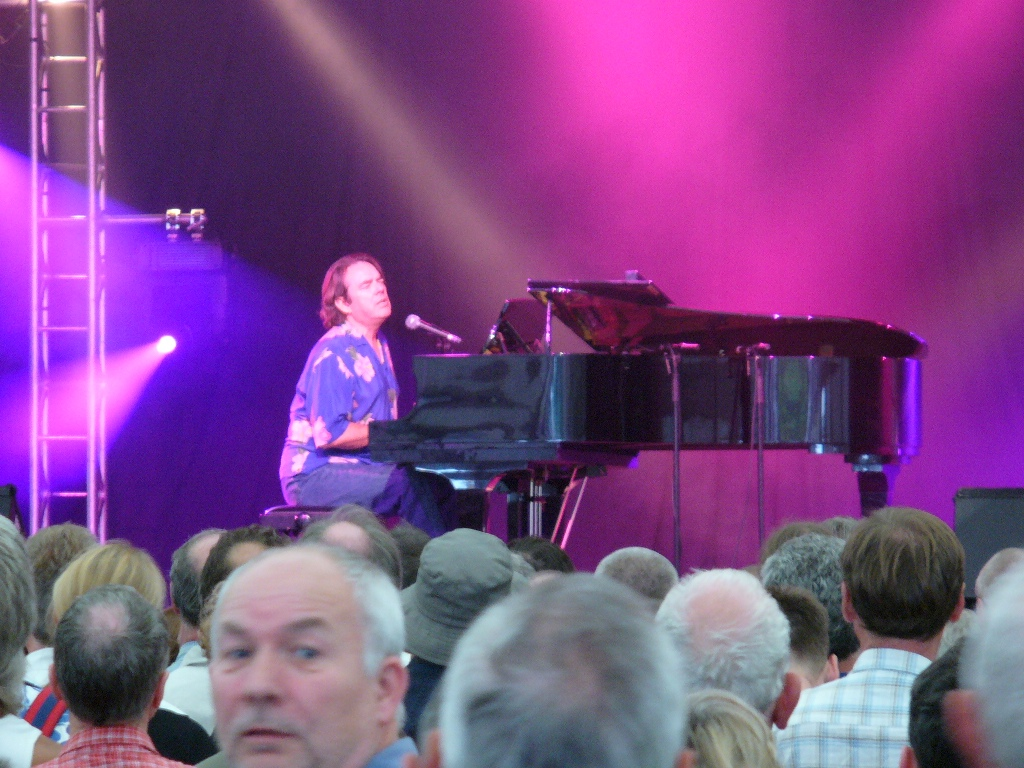
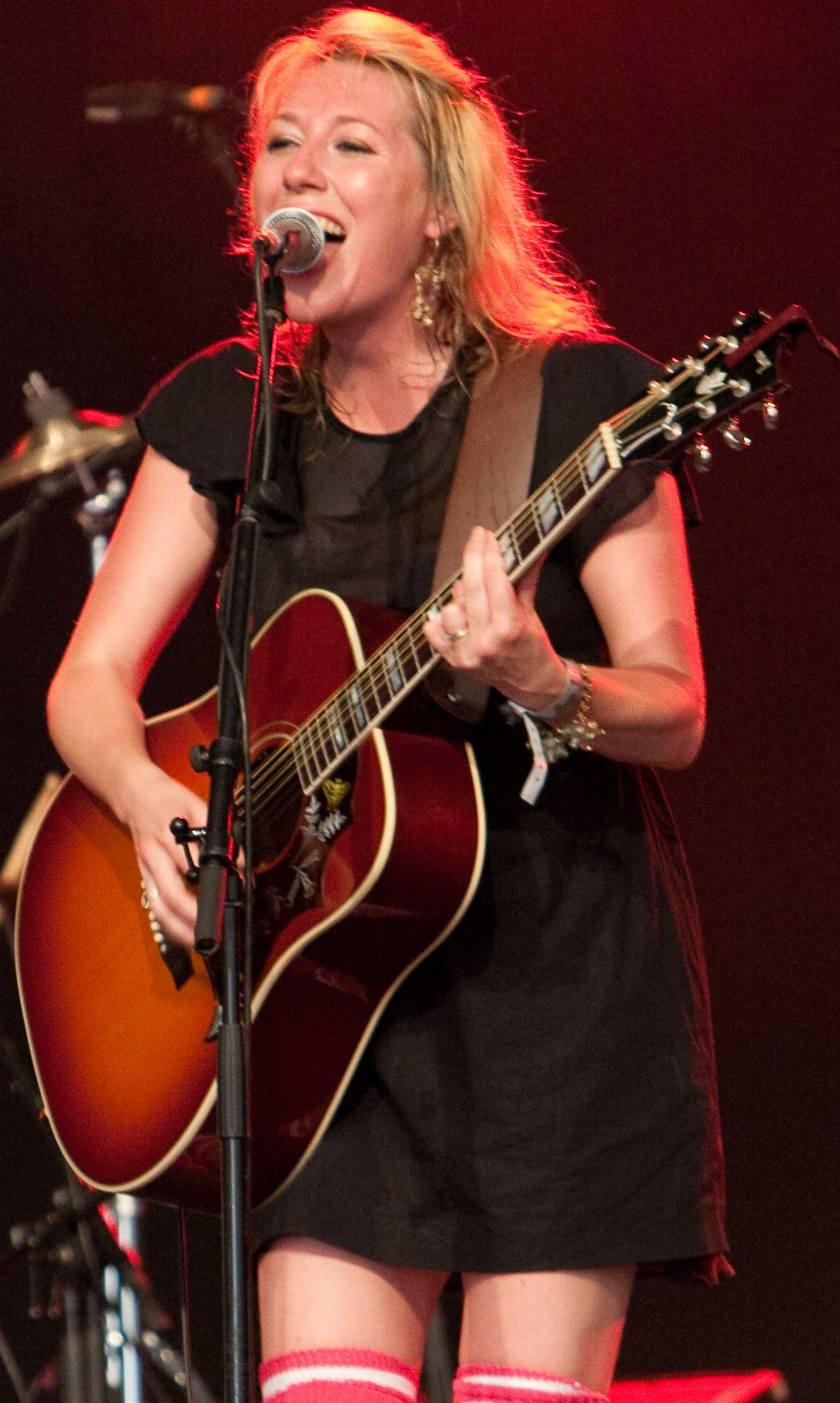
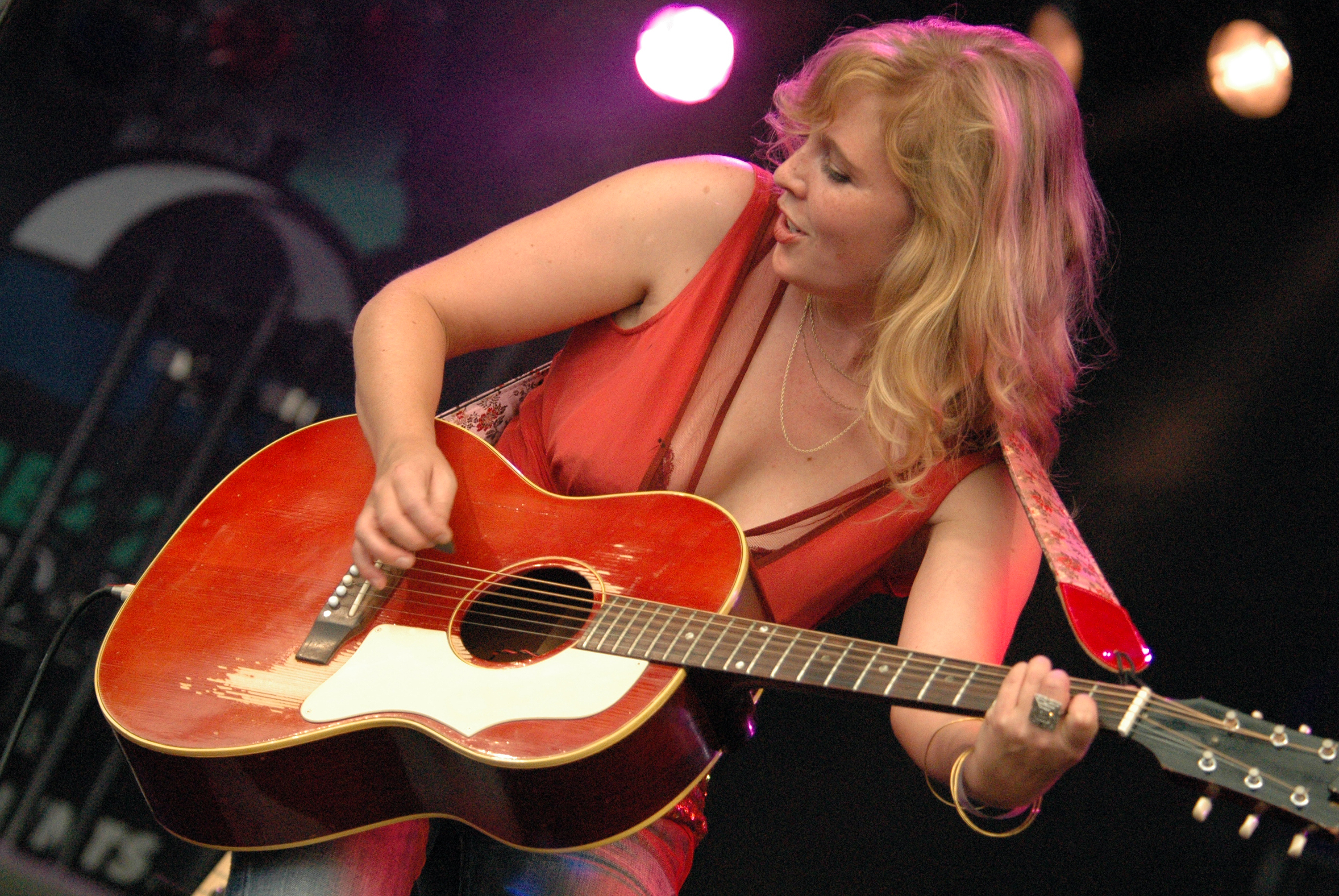
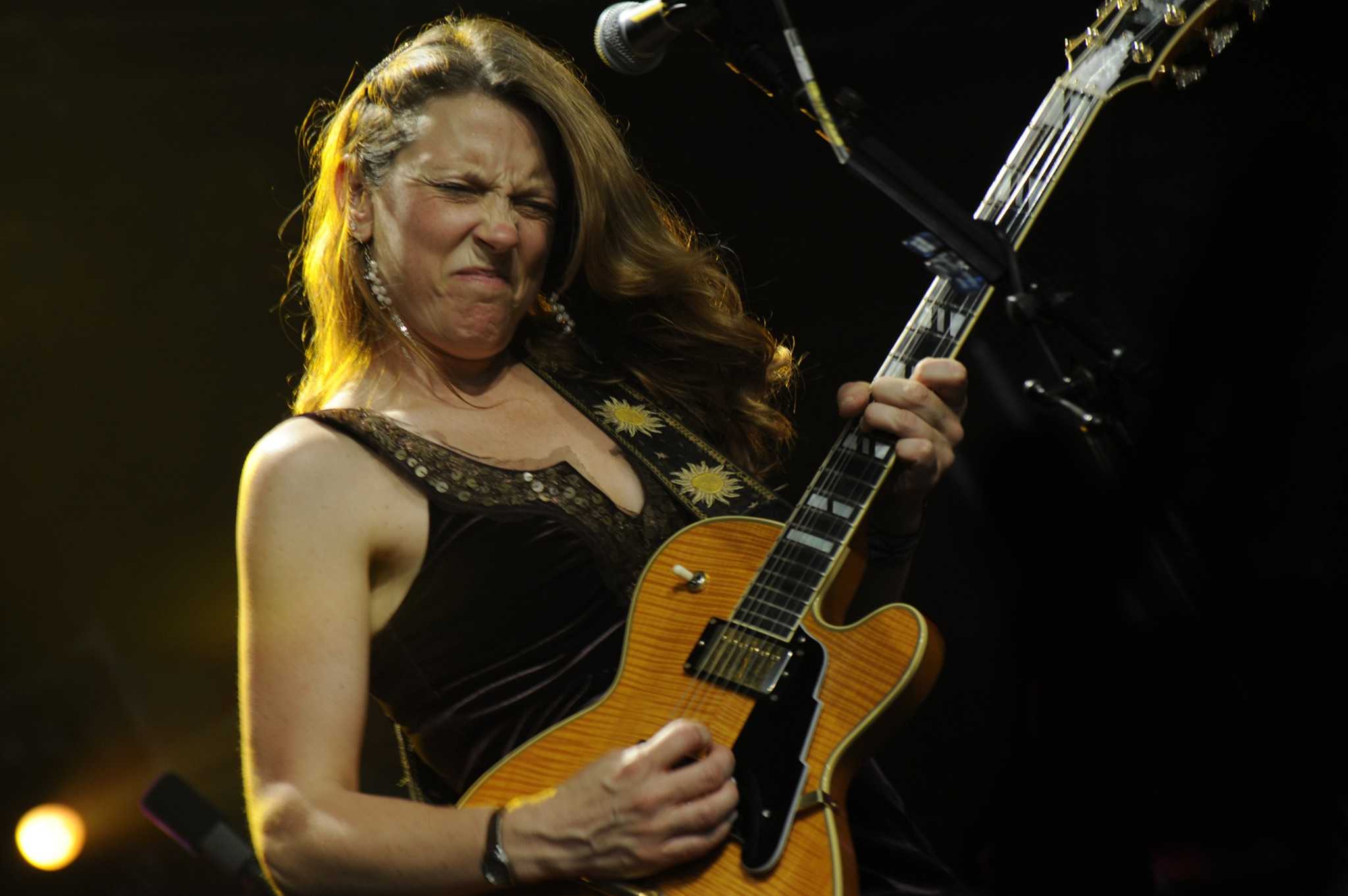
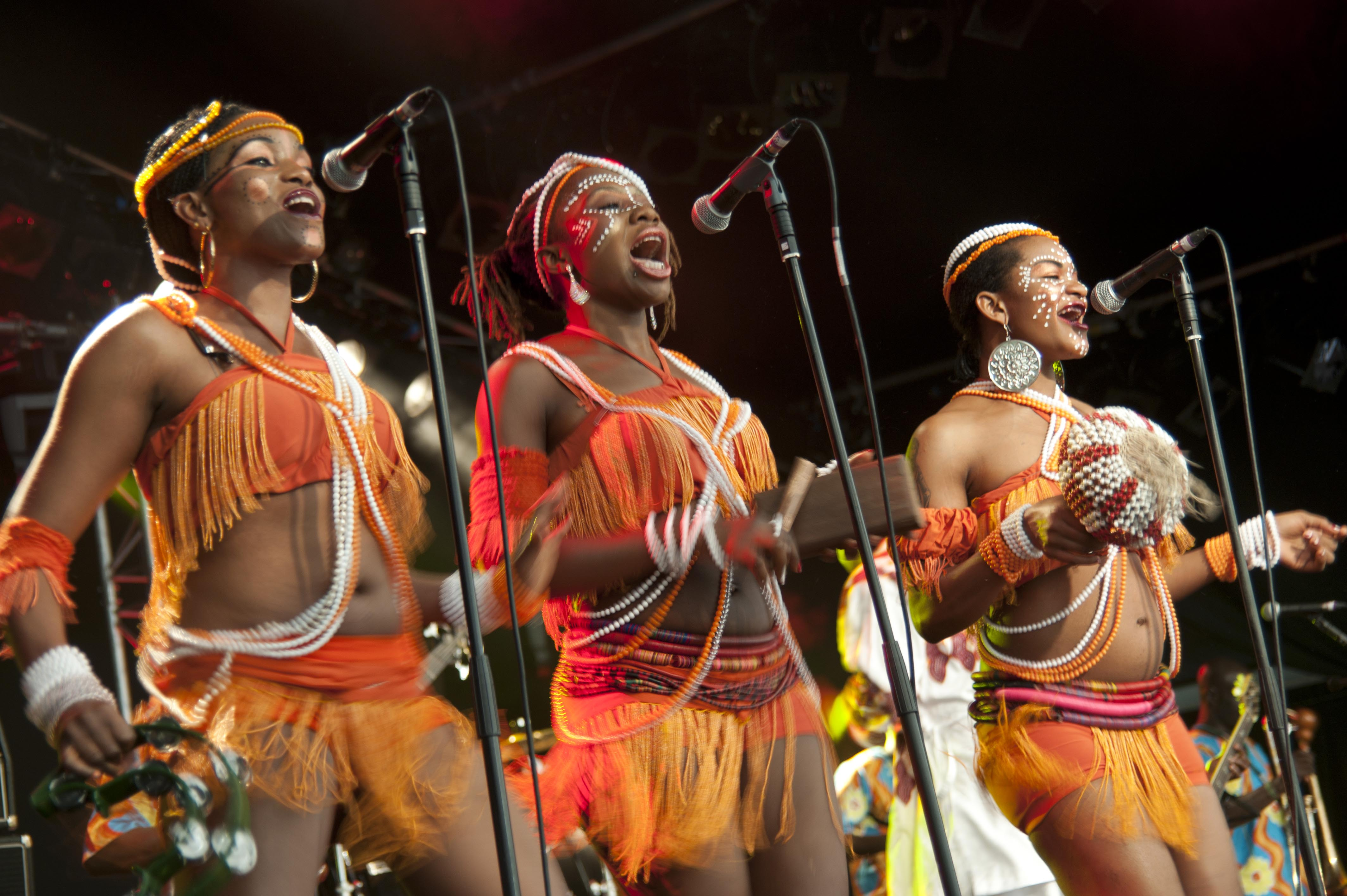